# Cronologia della conclusione della guerra di secessione americana

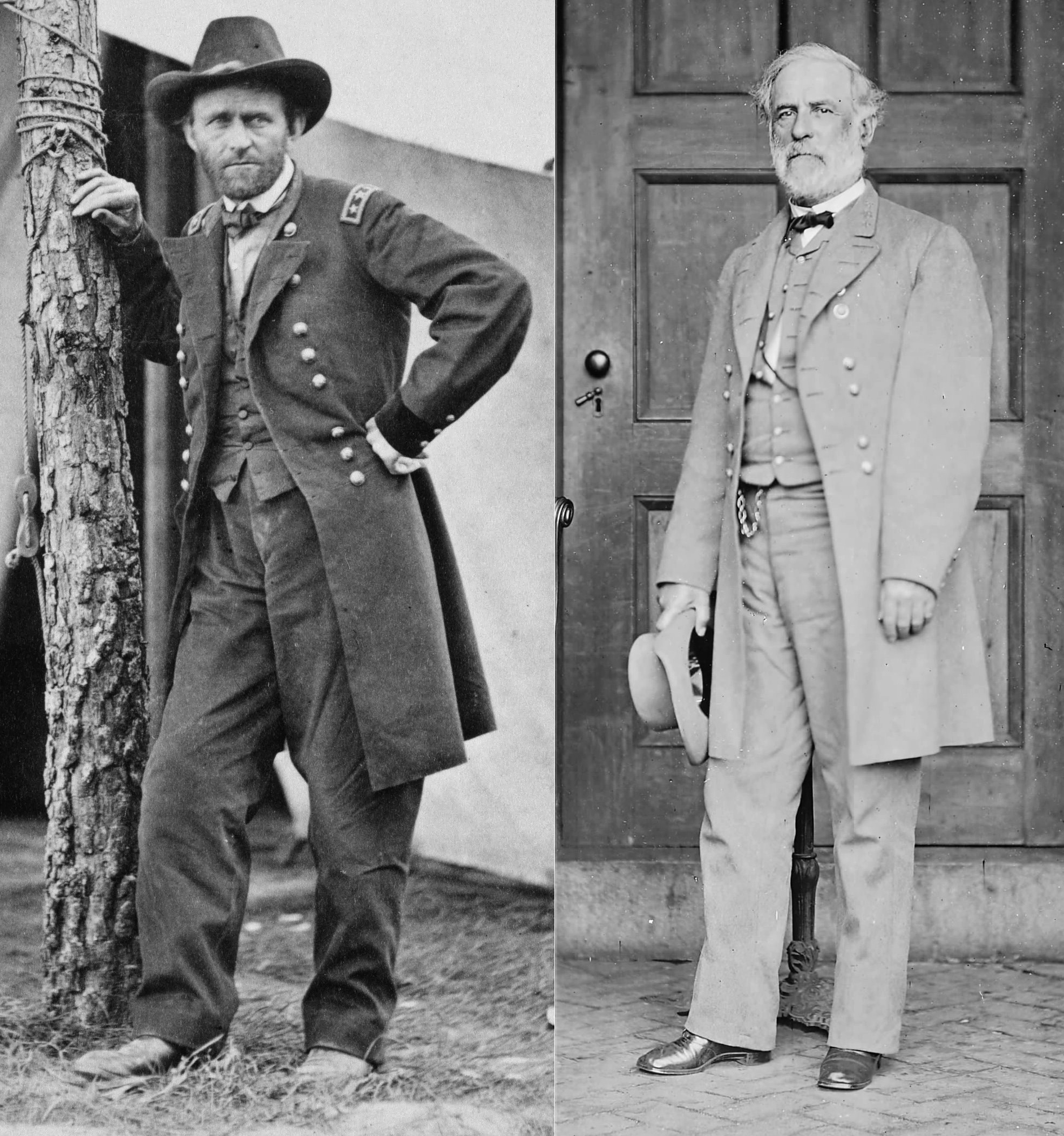
Ulysses S. Grant, vincitore su Robert Edward Lee.

Quella che segue è una cronologia degli eventi principali che hanno condotto alla conclusione della guerra di secessione americana la quale include importanti battaglie, schermaglie, incursioni e altri eventi verificatisi nel 1865; queste condussero ad ulteriori rese confederate, catture chiave di prigionieri e mezzi e scioglimenti di unità militari terrestri e unità militari navali sopraggiunte a seguito della firma della resa da parte di Robert Edward Lee ad Appomattox Court House avvenuta il 9 aprile.

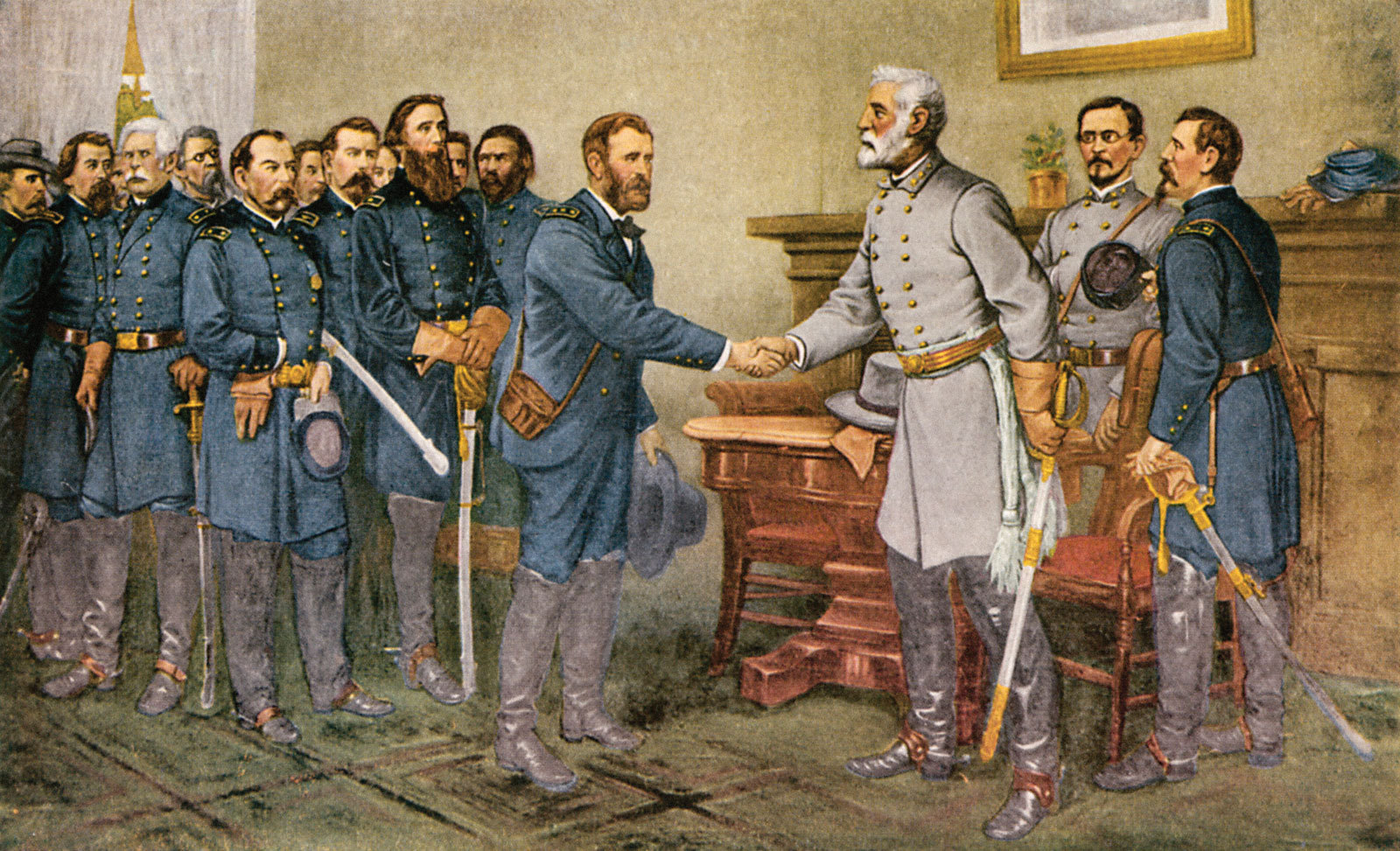
La conclusione della guerra di secessione americana in un dipinto che riproduce un'illustrazione di Thomas Nast.

I combattimenti del Teatro Orientale tra l'Armata del Potomac diretta dal tenente generale Ulysses S. Grant e l'Armata Confederata della Virginia Settentrionale guidata da Lee vennero riportati molto più spesso nei mezzi d'informazione rispetto agli scontri del Teatro Occidentale.
I rapporti ufficiali e le relazioni sulle scaramucce del Fronte della Virginia nella guerra di secessione americana dominarono largamente le prime pagine dei giornali, mentre la Campagna di Appomattox era ancora in pieno svolgimento.

L'esercito di Lee s'impegnò in una serie di battaglie conclusive contro Grant le quali alla fine contribuirono a ridurre di molto le sue linee difensive. L'estensione della linea sudista fu per lo più suddivisa su un settore ridotto di 30 miglia comprendente le fortezze disposte tutt'attorno a Richmond e a Petersburg. Le sue truppe alla fine si esaurirono ponendosi a difesa di una tale linea in quanto erano troppo diradate; Grant quindi non esitò ad approfittare dell'occasione lanciando gli attacchi proprio su questo fronte così malamente coperto: ciò portò direttamente alla resa finale.

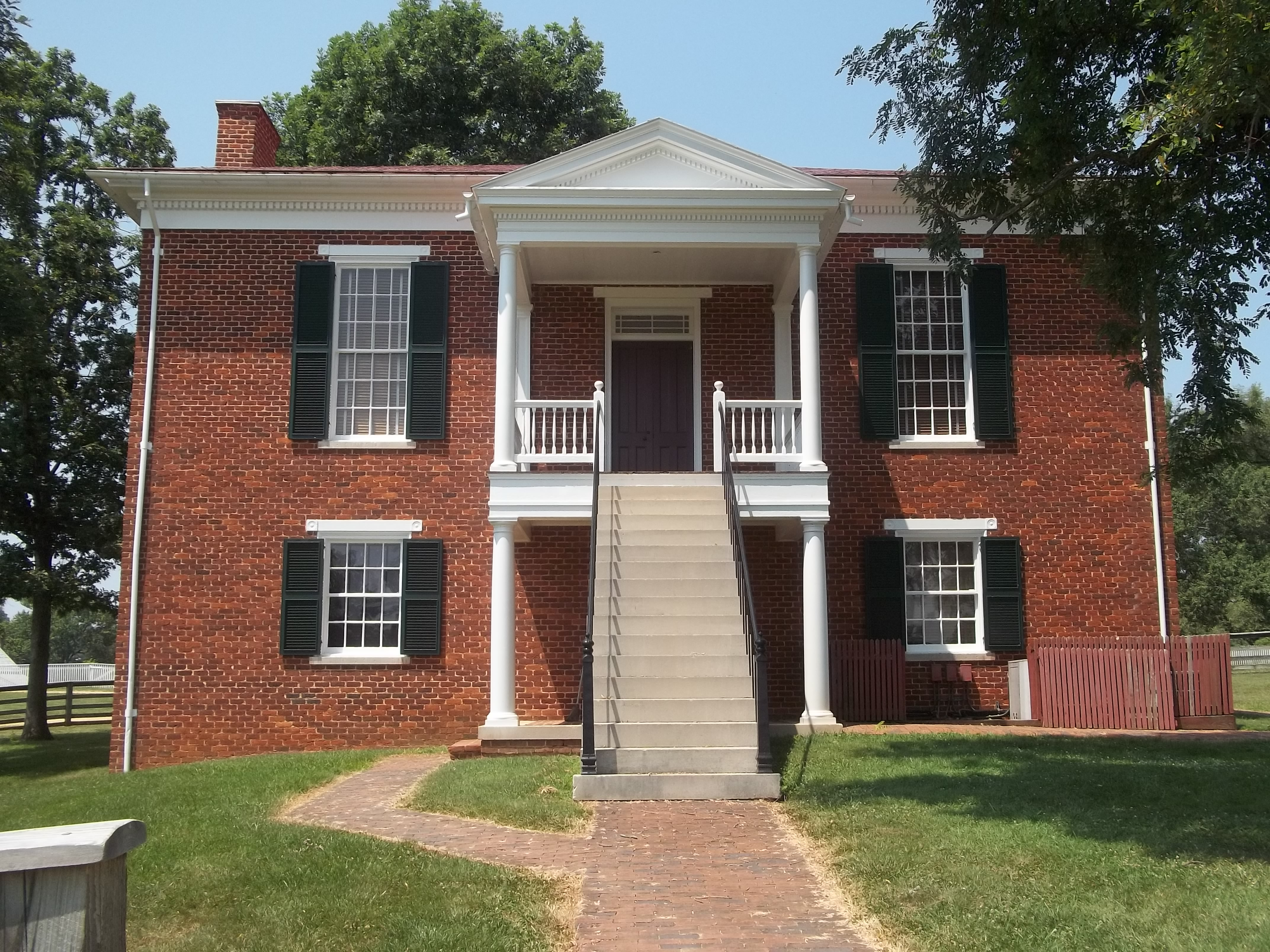
Foto di una delle abitazioni dell'Appomattox Court House National Historical Park, sede ultima del quartier generale di Grant.

L'esercito sudista nord-virginiano cedette definitivamente le armi il 9 aprile attorno a mezzogiorno, seguito dalle truppe di St. John Richardson Liddell all'incirca 6 ore dopo. Gli appartenenti al gruppo di incursori di Mosby (il 43rd Battalion, Virginia Cavalry) si sciolsero il 21 aprile; Joseph Eggleston Johnston con le sue varie armate si arrese ufficialmente non prima del 26 aprile; i dipartimenti confederati dell'Alabama, del Mississippi e della Louisiana Orientale si arresero il 4 maggio, mentre il distretto del Golfo comandato da Dabney Herndon Maury si consegnò il giorno seguente.
L'oramai ex Presidente degli Stati Confederati d'America Jefferson Davis venne catturato il 10 maggio mentre tentava la fuga travestito da donna in direzione del Texas e da qui verso il Messico; in quella stessa giornata anche i dipartimenti della Florida e della Georgia meridionale agli ordini di Samuel Jones cedettero le armi ed interruppero le ostilità. Sempre il 10 il presidente degli Stati Uniti d'America Andrew Johnson dichiarò che la resistenza armata della ribellione poteva considerarsi come virtualmente conclusa.
La brigata di Thompson si arrese l'11 maggio, le forze confederate della Georgia settentrionale il 12, Edmund Kirby Smith il 26 maggio (la firma ufficiale della resa è però datata 2 giugno). L'ultimo scontro della guerra civile avvenne nel Texas con la battaglia di Palmito Ranch del 12 e 13 maggio. L'ultima significativa formazione confederata ad arrendersi fu quella del brigadier generale Cherokee Stand Watie con i suoi soldati "indiani" il 23 giugno.
L'ultima resa confederata in assoluto si verificò il 6 novembre successivo quando la nave da battaglia CSS Shenandoah si consegnò nello scalo portuale di Liverpool. Il presidente Johnson dichiarò formalmente la fine della guerra il 20 agosto del 1866.

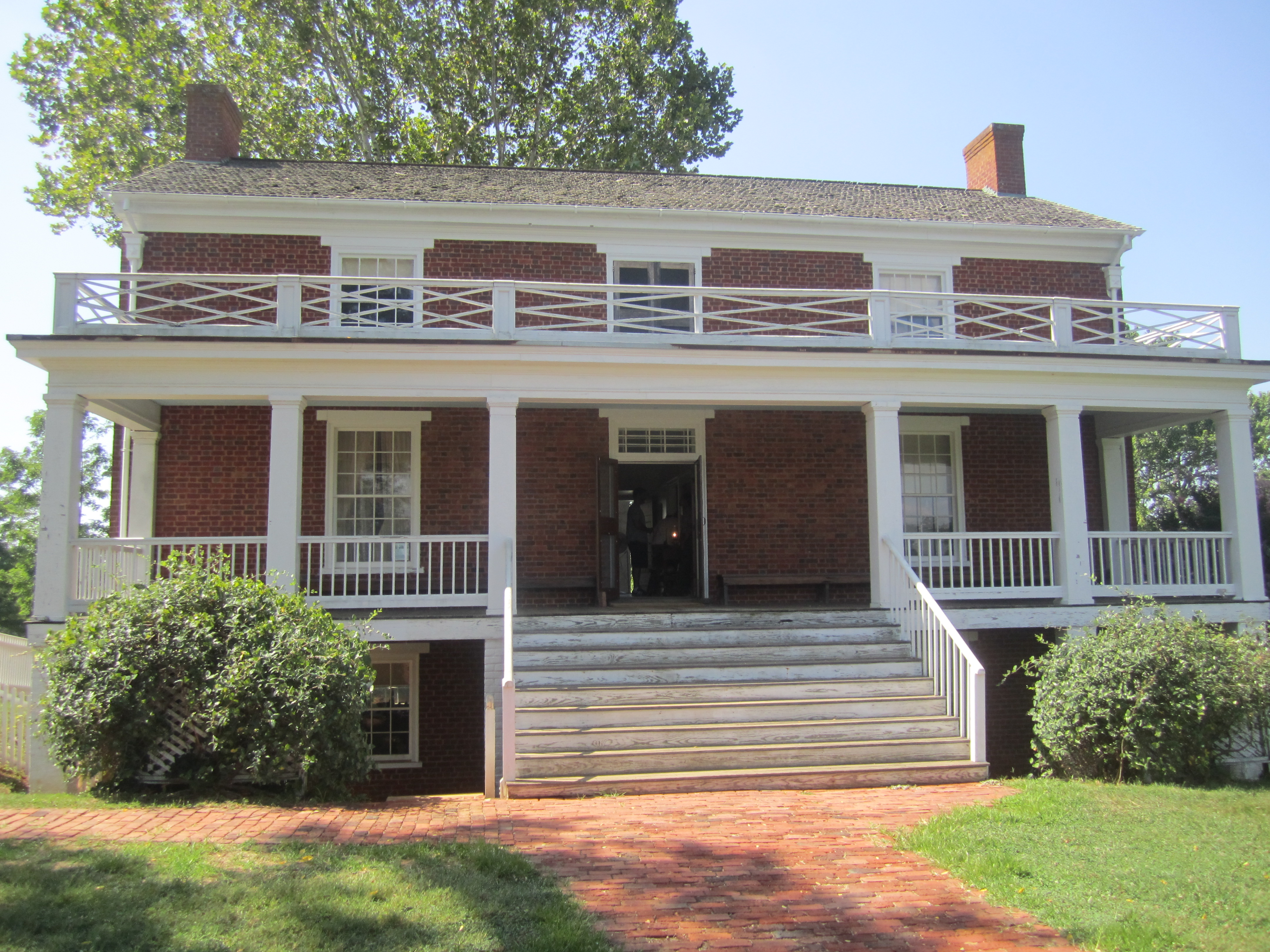
La McLean House al cui interno Robert Edward Lee si arrese a Ulysses S. Grant.

## Capitolazione dell'armata nord-virginiana: 9 aprile
Il generale Lee fu il comandante dell'Armata Confederata della Virginia Settentrionale, mentre John Brown Gordon guidava il suo II Corpo d'armata. All'alba del 9 aprile Gordon attaccò mirando a sfondare le linee federali nella battaglia di Appomattox Court House; il suo piano fallì e l'esercito sudista rimase pertanto circondato. Alle ore 8:30 Lee chiese un incontro con Grant per discutere la resa.
Poco dopo le ore 12 lo raggiunse la risposta in cui vi si affermava che si sarebbe accettata la resa dell'esercito confederato, seppur "a certe condizioni". Lee quindi cavalcò fino a raggiungere il piccolo villaggio di Appomattox Court House, là ove si trovava la sede locale del tribunale della Contea di Appomattox; qui si mise in attesa in quanto Grant non era ancora arrivato. Il Comandante generale dell'esercito statunitense giunse di lì a poco.

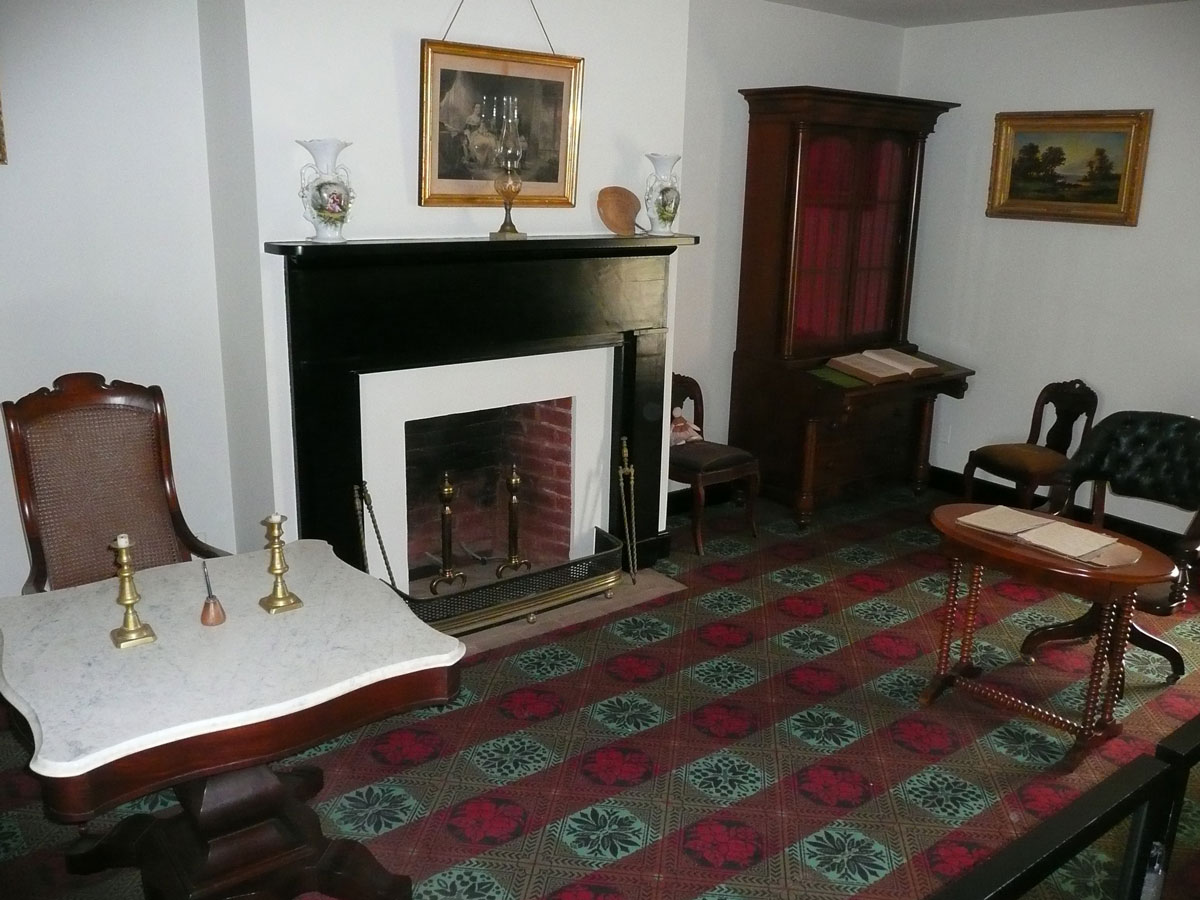
Immagine panoramica del salotto ricostruito all'interno della McLean House. Grant sedeva davanti al semplice tavolino di legno sulla destra, mentre Robert E. Lee stava al tavolo di marmo decorato sulla sinistra.

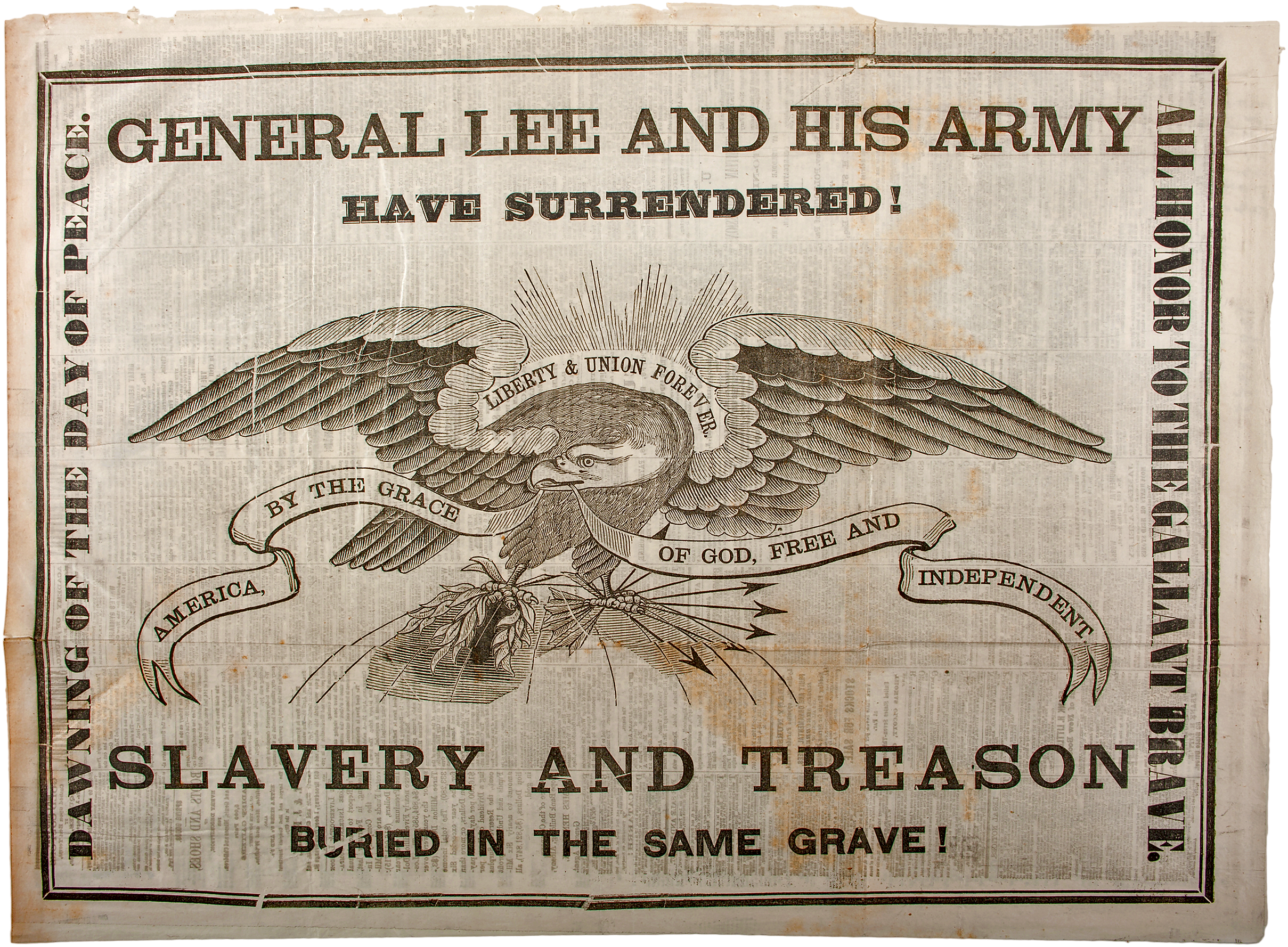
Prima pagina del giornale di Albany che riporta la notizia: "Il generale Lee e la sua armata si sono arresi. Schiavitù e tradimento sepolti nella stessa tomba".

## Resa delle truppe di Liddell: 9 aprile
I confederati persero la città di Spanish Fort a seguito della battaglia di Spanish Fort la quale ebbe luogo tra il 27 marzo e l'8 aprile nella Contea di Baldwin. Subito dopo aver perduto la fortezza spagnola anche Fort Blakely cadde davanti all'Union Army nella battaglia di Fort Blakely (tra il 2 e il 9 aprile); si trattò dell'ultima battaglia che coinvolse un gran numero di United States Colored Troops.
Lo scontro avvenne 6 ore dopo la resa di Lee. Nel corso dei combattimenti il comandante sudista St. John Richardson Liddell fu catturato e consegnò i suoi uomini; su 4.000 soldati iniziali Liddell ne perse 3.400, fatti prigionieri di guerra. Circa 250 furono uccisi e solamente in 200 circa riuscirono a fuggire. Il successo finale dell'assalto dell'Unione può venire in larga parte attribuito alle forze afroamericane.

## Presa di Columbus: 16 aprile

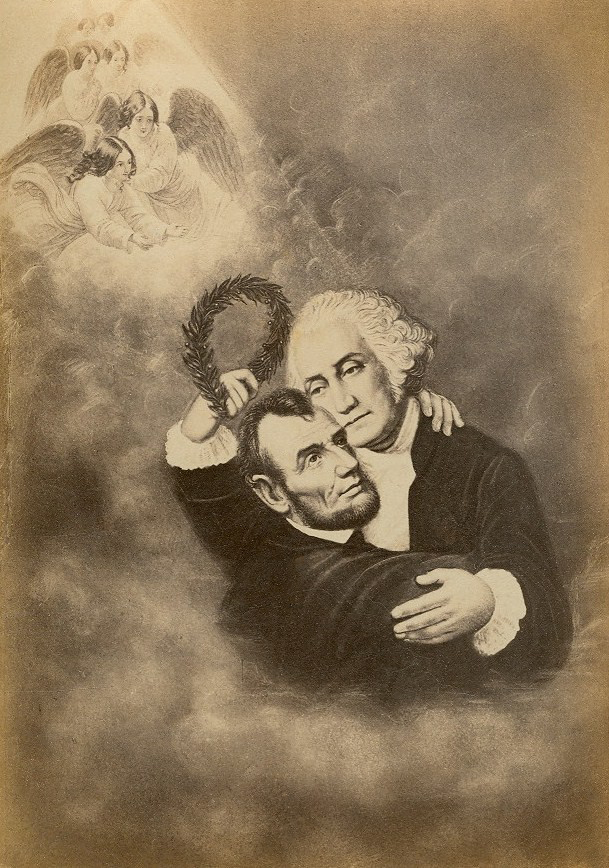
L'apoteosi di Abraham Lincoln, accolto nel Regno dei Cieli da George Washington, che gli sta ponendo sul capo una corona trionfale.

Ancora del tutto ignari sia della resa di Lee avvenuta il 9 precedente che dell'assassinio di Abraham Lincoln (14-15 aprile) i "raiders" di James H. Wilson (vedi il raid di Wilson) proseguirono nella loro marcia attraverso l'Alabama verso la Georgia.
Il 16 aprile, domenica di Pasqua, venne combattuta la battaglia di Columbus; per diverso tempo questo scontro fu erroneamente considerato come "l'ultima battaglia della guerra civile" ed ampiamente trattato in quanto tale.

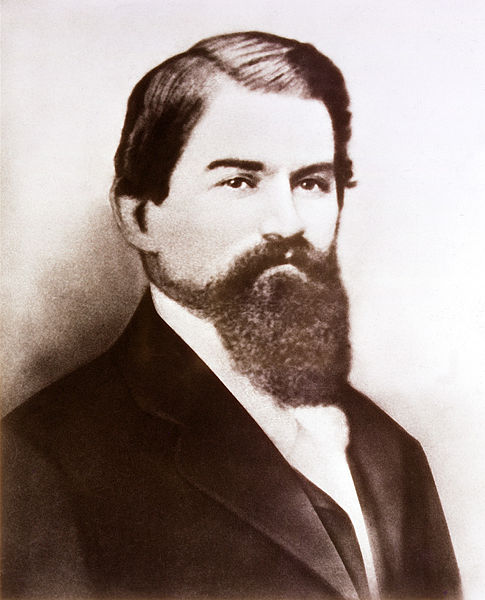
Il colonnello sudista John Pemberton, il farmacista futuro inventore della Coca-Cola.

Columbus cadde verso la mezzanotte e gran parte della sua capacità produttiva venne distrutta il giorno seguente. Il colonnello sudista John Pemberton - il futuro inventore della Coca-Cola - rimase seriamente ferito; secondo le successive testimonianze da lui rilasciate fu proprio a partire da questo episodio che nacque il suo "desiderio ossessivo d'inventare una formula per uccidere il dolore". Il risultato fu la ricetta della sua celebrata bevanda.

## Autoscioglimento dei rangers di Mosby: 21 aprile
I "Rangers di Mosby", conosciuti anche come 43rd Battalion Virginia Cavalry, furono una forza speciale di truppe militari confederate che si opponevano agli unionisti nella zona di Loudoun Valley. Sotto il comando direttivo di Lee John Singleton Mosby aveva formato il battaglione il 10 giugno del 1863 a Rector's Cross Roads, nelle immediate vicinanze di Rectortown (nella Virginia).

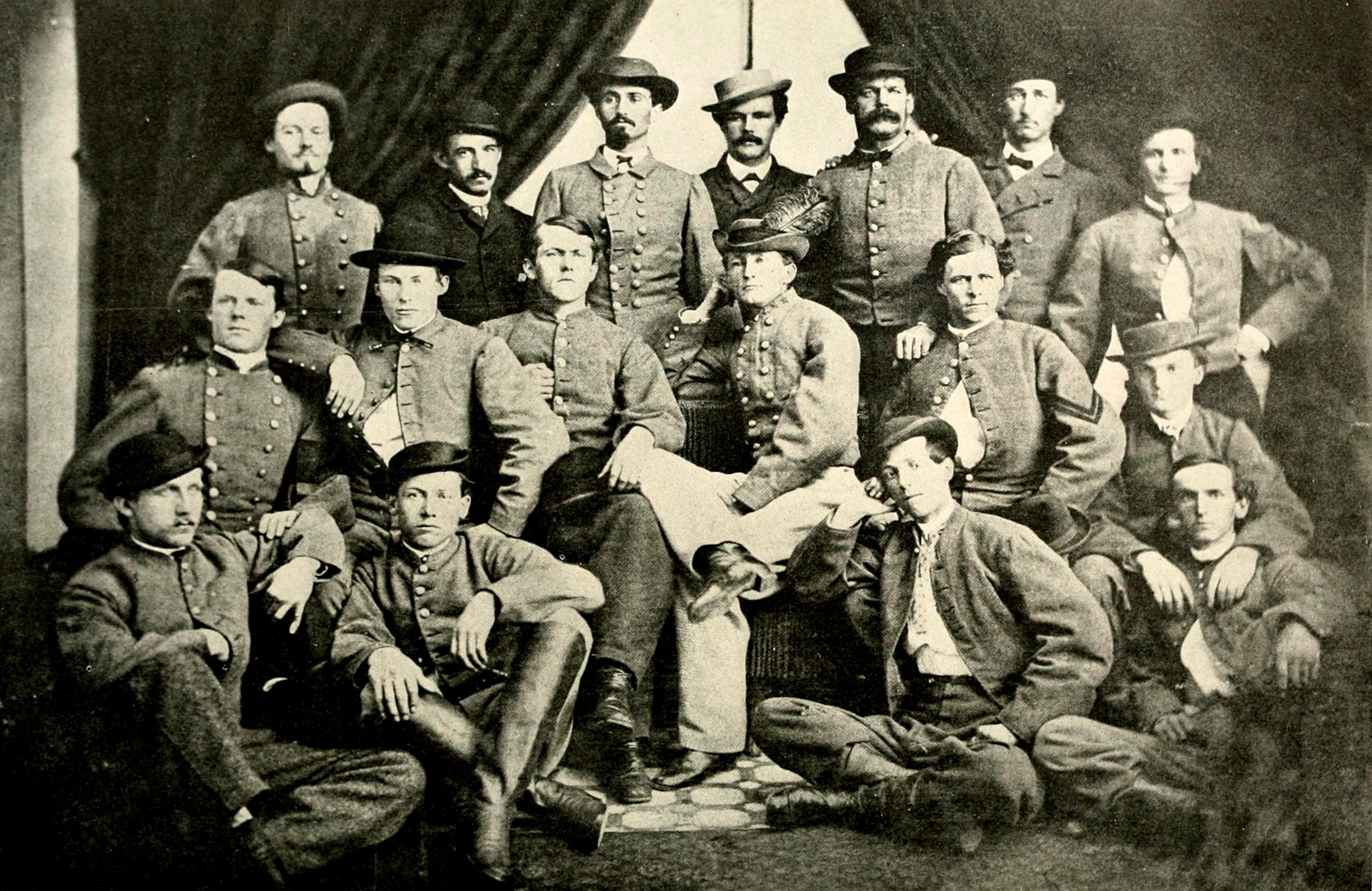
Foto degli uomini di John Singleton Mosby.

Mosby applicò costantemente le tecniche di guerra psicologica e guerriglia con l'intento di distruggere le fortificazioni federali. I suoi uomini non si arresero mai formalmente, ma vennero bensì sciolti d'ufficio il 21 aprile, quasi 2 settimane dopo la consegna dell'esercito Nord-virginiano a Grant da parte di Lee.
Nell'ultimo giorno di attività formale venne fatta leggere una lettera aperta rivolta ai propri uomini:
Senza una sua resa formale tuttavia il maggior generale Winfield Scott Hancock spiccò un ordine di cattura nei confronti del comandante sudista, offrendo una ricompensa di 2.000 dollari per la sua cattura, successivamente aumentata a 5.000. Il 17 giugno Mosby si arrese a Lynchburg davanti a John Irvin Gregg.

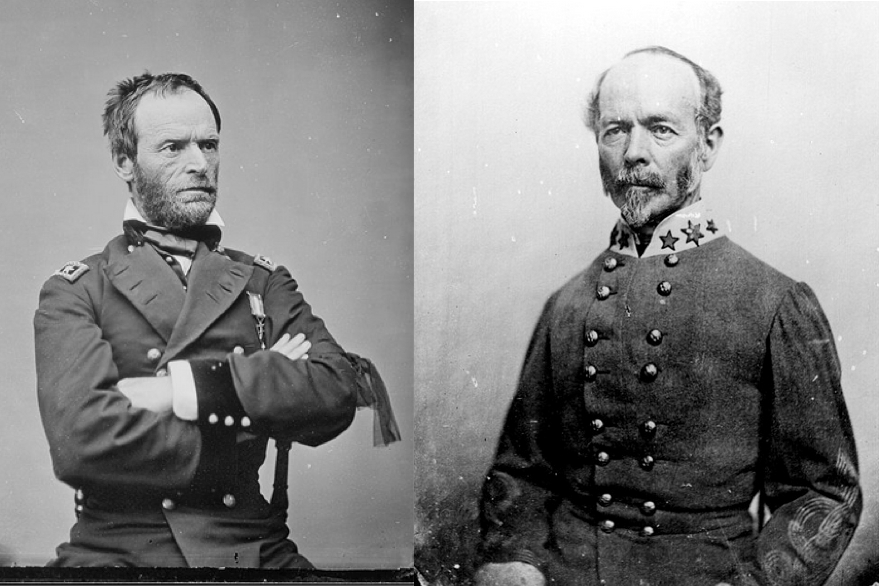
William Tecumseh Sherman, vincitore su Joseph Eggleston Johnston.

## Resa delle armate di Johnston: 26 aprile
Lo stadio successivo principale del processo di pace che concluse la guerra civile fu la resa degli eserciti di Joseph Eggleston Johnston al maggior generale William Tecumseh Sherman il 26 aprile a Bennett Place.
L'Armata confederata del Tennessee era composta da quasi 100.000 uomini i quali abbandonarono le armi al termine della Campagna delle Caroline, con sacche rimanenti oramai completamente accerchiate nella Georgia e in Florida. Le condizioni di consegna furono contenute in un documento intitolato Terms of a Military Convention e firmato da Sherman, Johnston e dallo stesso Grant a Raleigh.
Il primo importante stadio del processo di pace fu quando - come detto - avvenne la resa di Lee il 9 aprile. Quest'evento, unito all'assassinio di Abraham Lincoln, indusse Johnston ad agire con prontezza, credendo che:
Il 17 aprile i due comandanti avversari s'incontrarono quindi a Bennett Place ed entro la giornata seguente venne organizzato un armistizio, ed ove i termini di resa furono discussi e concordati. Grant aveva autorizzato solamente la resa incondizionata delle forze sudiste, ma Sherman si trovò a scavalcare gli ordini diretti del proprio superiore offrendo dei termini molto generosi. Questi avrebbero incluso:
1. che gli Stati Confederati d'America fino a quel momento belligeranti venissero immediatamente riconosciuti ufficialmente come parte dell'unità nazionale subito dopo che i loro maggiori dirigenti avessero firmato il giuramento di lealtà;
2. che i diritti personali e di proprietà sarebbero subitaneamente restituiti agli ex secessionisti;
3. il ristabilimento del sistema giudiziario federale;
4. ed infine che sarebbe stata concessa un'amnistia generale.

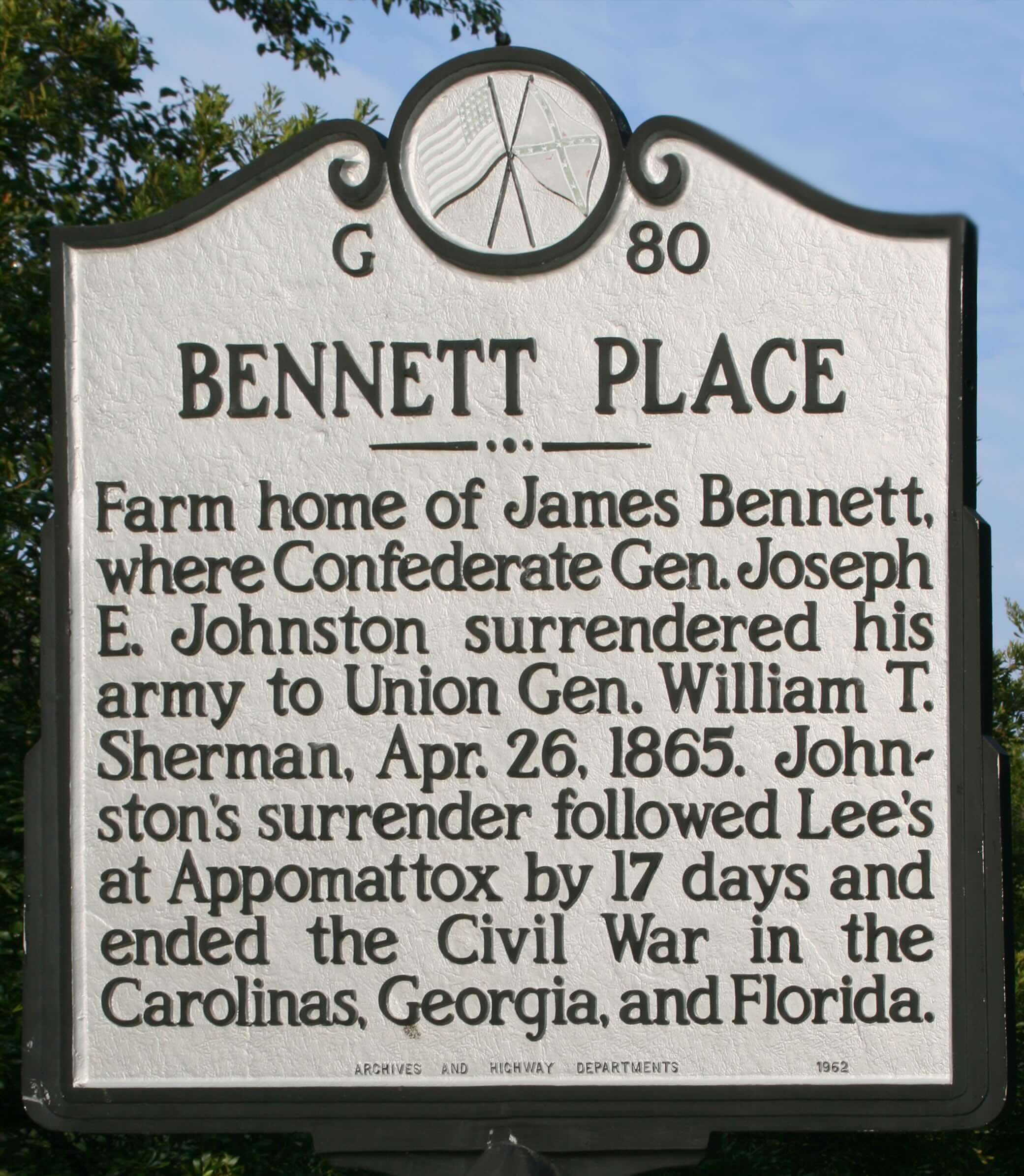
Il marcatore storico situato a Bennett Place.

Il 24 aprile Andrew Johnson respinse i termini proposti da Sherman e due giorni dopo Johnston accettò la resa priva delle assicurazioni sopraelencate.
Il generale sudista consegnò i relativi comandi di esecuzione alle regioni poste sotto la sua direzione entro quello stesso 26 aprile: dipartimenti del Tennessee e della Georgia; dipartimento della Carolina del Sud e della Florida; dipartimento della Carolina del Nord e della Virginia meridionale. In tal modo Johnson si arrese a Sherman con oltre 30.000 effettivi.
Il 27 aprile il suo aiutante di campo annunciò i termini per l'esercito del Tennessee nell'Ordine generale numero 18; il 2 maggio il comandante fece emettere il proprio discorso d'addio da pronunciarsi di fronte all'Armata sudista come Ordine generale numero 22. Le parti rimanenti della "Brigata d'Occidente" della Florida si arresero con il resto delle forze di Johnston il 4 maggio a Greensboro.
Esiste un indicatore storico nella fattoria di Durham, là ove il generale consegnò definitivamente i suoi reparti ed eserciti.

## Resa dei dipartimenti dell'Alabama, del Mississippi e della Louisiana orientale: 4 maggio

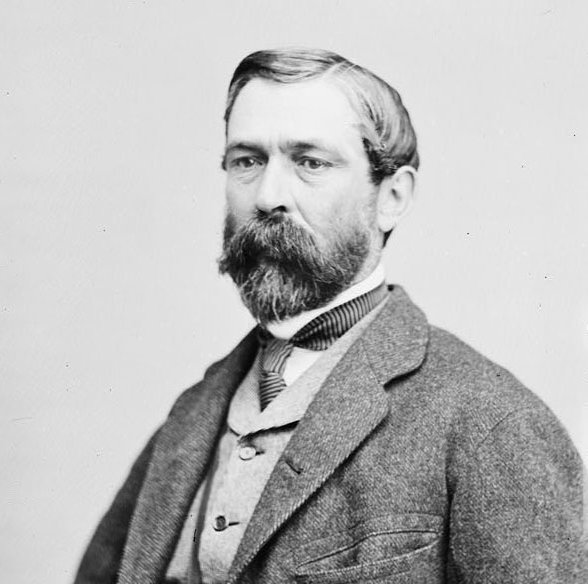
Foto di Richard Taylor.

La documentazione inerente alla resa delle sparute forze rimaste al tenente generale Richard Taylor nell'Alabama nella guerra di secessione americana fu un altro stadio nel processo di conclusione della guerra civile; Figlio dell'ex Presidente degli Stati Uniti d'America Zachary Taylor egli detenne il comando delle truppe confederate nei dipartimenti dell'Alabama, del Mississippi e della Louisiana orientale composte da non più di 10.000 uomini.
Il 4 maggio il suo subordinato, colonnello J. Q. Chenowith, consegnò il proprio dipartimento nelle mani dell'ufficiale dell'Union Army John A. Hottenstein. Mobile era nel frattempo già caduta sotto il controllo dell'Unione a partire dal 12 aprile precedente.
I rapporti ufficiali sull'incontro avvenuto tra Joseph Eggleston Johnston e William Tecumseh Sherman per discutere sui termini della resa degli eserciti sudisti raggiunsero rapidamente anche Taylor. Questi pertanto accettò d'incontrarsi con il maggior generale Edward Canby per avviare una conferenza di pace da tenersi a Nord di Mobile, accordandosi per una tregua di 48 ore il 30 aprile. Alla scadenza di tale periodo di tempo Taylor accettò di arrendersi definitivamente a Citronelle il 4 maggio.
Il comandante cavalleggero Nathan Bedford Forrest si arrese il 9 maggio a Gainesville; le sue truppe erano incluse in quelle di Taylor. I termini affermarono che quest'ultimo poteva mantenere il controllo dei piroscafi e dei vagoni ferroviari per riuscire a ricondurre i suoi uomini il più possibile vicino alle loro case.
Taylor rimase invece a Meridian, fino a quando l'ultimo uomo non venne inviato per la sua strada il 13 maggio; poi si riunì a Canby a Mobile ove il comandante unionista lo ricondusse alla propria residenza a New Orleans a bordo di una nave a vapore.

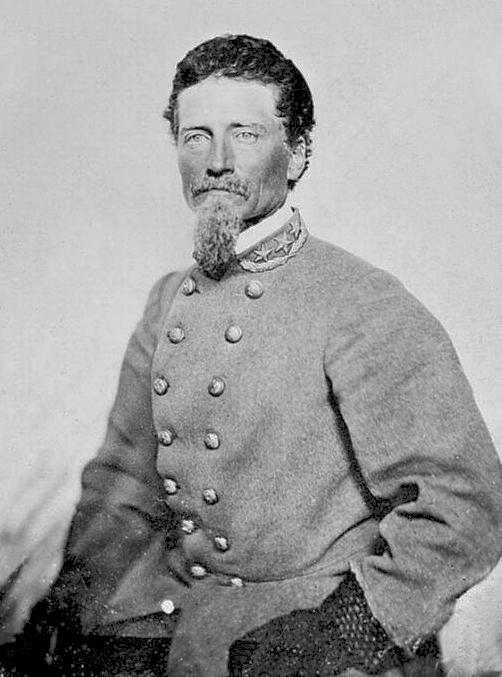
Foto di Dabney Herndon Maury.

## Resa del distretto del Golfo: 5 maggio
Il distretto confederato del Golfo era comandato dal maggior generale Dabney Herndon Maury; il 12 aprile egli si ritirò con le sue truppe subito dopo che le due principali fortezze sudiste, Spanish Fort e Fort Blakely, vennero presi dagli unionisti. A seguito di questi ultimi scontri Mobile venne dichiarata una città aperta.
Maury con gli uomini rimastigli si recò allora fino a Meridian, intenzionato a riaggregarsi con l'Armata confederata del Tennessee ancora operante nelle ultime fasi della Campagna delle Caroline; tuttavia essendo venuto a conoscenza della resa finale di Johnston davanti a Sherman il 26 aprile esaurì presto le ultime opzioni rimaste ancora possibili. Alla fine Maury consegnò Mobile e i suoi 4.000 uomini il 5 maggio in quel di Citronelle.

## Dichiarazione del presidente Johnson: 9 maggio
Nonostante il fatto che vi fossero ancora delle piccole sacche di ribellione in alcune regioni del profondo Sud il presidente Andrew Johnson dichiarò che la resistenza armata poteva dirsi virtualmente conclusa e che alle imbarcazioni di nazioni estere che ospitavano i fuggiaschi non sarebbe più stato consentito l'ingresso nei porti statunitensi.
Tutti coloro che fossero stati trovati a bordo di tali navi non avrebbero più potuto godere dell'immunità di fronte ad accuse specifiche riguardanti gli eventuali crimini di guerra commessi.

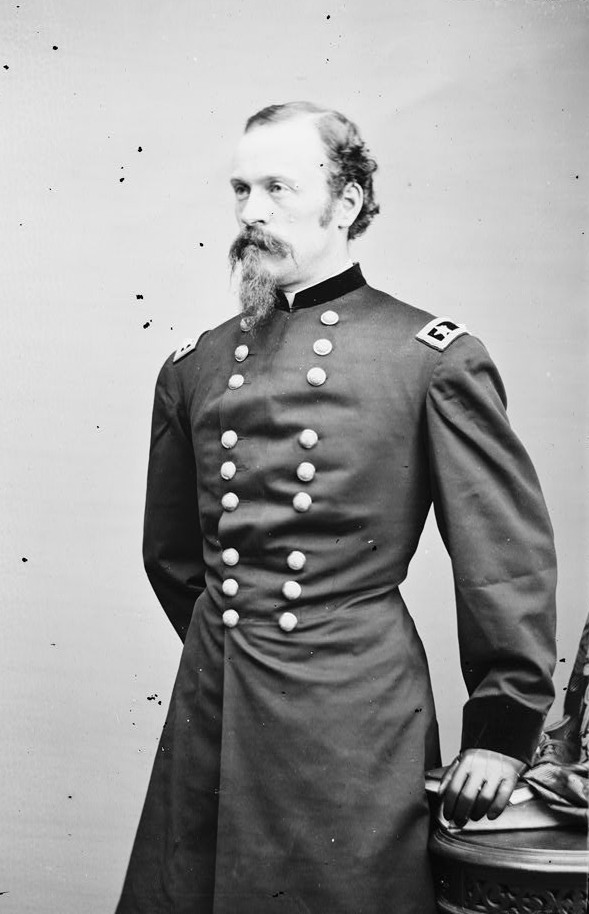
Foto di James H. Wilson.

## Arresto di Jefferson Davis: 10 maggio
Il 10 maggio la cavalleria unionista di James H. Wilson riuscì a catturare l'ex presidente secessionista dopo che aveva tentato d'intraprendere la fuga partendo da Richmond, a seguito della sua evacuazione all'inizio di aprile. Il 5 maggio a Washington Davis aveva tenuto l'ultima riunione del Governo confederato; in quell'occasione la Presidenza di Jefferson Davis venne dichiarata dissolta.

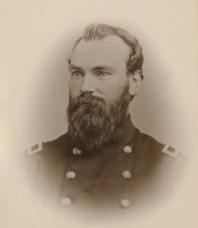
Foto di Benjamin Dudley Pritchard.

La sequenza di eventi che condussero alla cattura di Davis prese il via all'inizio di maggio, quando la 4th Michigan Volunteer Cavalry Regiment venne organizzata all'interno delle tende di un accampamento a Macon.
L'unità militare terrestre, composta da diversi battaglioni, fu comandata dal tenente colonnello Benjamin Dudley Pritchard. Il 7 gli venne consegnato l'ordine di unirsi a molte altre unità già predisposte alla caccia dell'ex presidente secessionista.

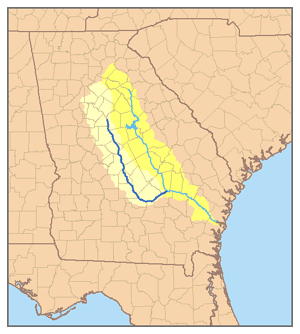
Mappa di localizzazione dell'Ocmulgee River.

La ricerca prese così il via e le truppe di Pritchard cominciarono ad esplorare territorio lungo l'Ocmulgee River; il giorno seguente i "Michigander" erano giunti a Hawkinsville, a circa 50 miglia a Sud di Macon, da dove avevano poi proseguito lungo il fiume fino ad Abbeville.

Localizzazione di Abbeville.

Qui si apprese da Henry Harnden che la sua 1th Wisconsin Cavalry era sulle tracce ancora fresche lasciate da Davis. Dopo un incontro tra i due colonnelli Harnden e suoi uomini si diressero in direzione della Contea di Irwin, lontana circa 20 miglia a Sud dalla loro posizione.
Pritchard intanto ricevette notizie dai residenti locali che nel corso della notte prima un gruppo - in cui con molte probabilità era incluso anche Davis - aveva attraversato il fiume Ocmulgee appena a Nord di Abbeville.
Poiché vi erano due strade che conducevano a Irwindale, una delle quali era già stata presa da Harnden e dai suoi uomini, Pritchard decise di prendere l'altra per vedere se gli riusciva di catturare Davis.
Portò con sé circa centoquaranta uomini e i loro cavalli, mentre il resto rimase appostato lungo le rive del corso d'acqua. Circa sette ore dopo, all'1 di notte del 10 maggio, Pritchard entrò a Irwindale; non vi era alcuna prova che gli uomini di Harnden si trovassero ancora lì.
A questo punto il comandante unionista venne a sapere che a circa un miglio e mezzo a Nord vi era un accampamento militare. Non sapendo se si trattasse di Davis con il suo gruppo o altresì della 1th Wisconsin Cavalry, si avvicinò con estrema cautela e circospezione. Ben presto identificò il campo come sudista. All'alba Pritchard ordinò la carica: presi di sorpresa e del tutto sopraffatti i secessionisti non offrirono resistenza alcuna e cedettero immediatamente le armi.
Circa dieci minuti dopo la resa Pritchard sentì esplodere dei rapidi colpi di arma da fuoco verso Nord; lasciò Davis e gli altri uomini catturati nelle mani del suo aiutante di campo di 21 anni. Una volta che si avvicinò agli spari si rese ben presto conto che si trattava del 4° e del 1° Wisconsin i quali non si erano vicendevolmente riconosciuti, con le carabine Spencer che continuava ad esplodere colpi a ripetizione senza che nessuno si rendesse minimamente conto contro chi stava sparando.

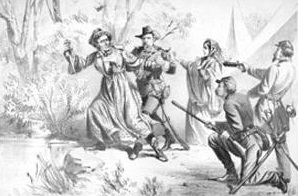
La cattura di Jefferson Davis travestito da signora anziana in un'illustrazione del New York Daily News (15 maggio).

Pritchard ordinò immediatamente ai suoi uomini di fermarsi e gridò al 1° Wisconsin di identificare le parti. Nel corso dello scontro proseguito per cinque minuti, la 1º cavalleria del Wisconsin aveva subito otto feriti, mentre la 4° aveva avuto due uomini uccisi e un ferito.
Di ritorno al campo l'aiutante di Pritchard fu quasi ingannato nel lasciarsi sfuggire Davis con uno stratagemma. La moglie di questi aveva difatti convinto l'aiutante a lasciare che la "vecchia madre" andasse a prendere un po' 'd'acqua; il giovane glielo permise e si allontanò velocemente. A questo punto la signora Davis e una persona vestita da anziana lasciarono la tenda con l'apparente intenzione di andare a raccogliere uno po' l'acqua.
Uno degli altri ufficiali di rango però notò che la "vecchia" indossava degli stivali da equitazione da uomo con tanto di speroni da cavalleggero. Immediatamente furono fermati e il soprabito da donna e lo scialle nero furono rimossi, per rivelare sotto di essi Davis travestito. In tal modo il piano di fuga fallì miseramente. L'ex presidente confederato fu successivamente tenuto prigioniero per due anni a Fort Monroe, situato all'estremità della Virginia Peninsula.

## Resa dei dipartimenti della Florida e della Georgia meridionale: 10 maggio

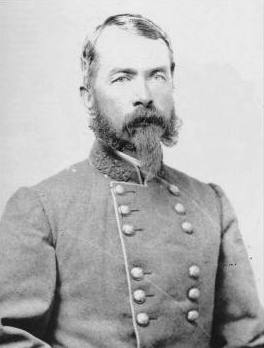
Foto di Samuel Jones.

A partire dal 1864 Samuel Jones comandò i dipartimenti della Florida, della Carolina del Sud e della Georgia meridionale ponendo la propria sede a Pensacola. I suoi ordini principali furono quelli di proteggere le aree costiere di questi Stati e di distruggere le cannoniere dell'Union Navy; alla fine mise fuori uso anche tutti i macchinari e le segherie che avrebbero potuto risultare vantaggiosi per gli eserciti dell'Unione.

Nella prima parte dell'anno successivo il comando sudista venne trasferito a Tallahassee, poco dopo la caduta di Savannah a seguito della Marcia verso il mare di Sherman nel Natale del 1864; lì Jones portò il suo quartier generale. Il 10 maggio si arrese con 8.000 effettivi a Edward M. McCook.
Nelle operazioni del Teatro Orientale la città di Tallahasse fu l'unica capitale di uno Stato confederato a non venire conquistata durante il conflitto.

## Resa del sotto-distretto dell'Arkansas settentrionale: 11 maggio
Wittsburg (il capoluogo della Contea di Cross dal 1868 al 1886) sarebbe stato testimone di uno degli ultimi atti della guerra civile; ciò accadde dopo il crollo delle forze confederate nel Teatro Trans-Mississippi.

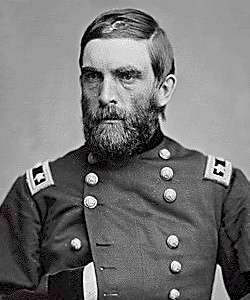
Foto di Grenville M. Dodge.

Il maggior generale Grenville M. Dodge inviò il tenente colonnello Charles W. Davis della 51st Illinois Infantry il 30 aprile nell'Arkansas per cercare di far ottenere la resa del brigadier generale M. Jeff Thompson, al comando delle truppe che continuavano ancora ad essere stanziate nella parte Nord-est del paese.

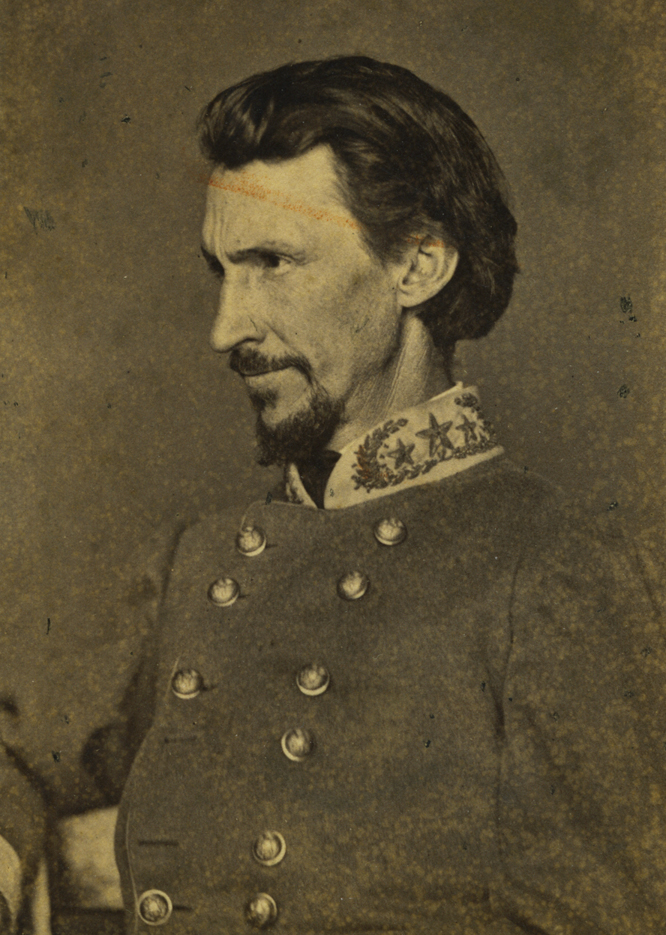
Foto di M. Jeff Thompson.

Davis, al suo arrivo a Chalk Bluff (divenuta in seguito una città fantasma) nella Contea di Clay - posta sul fiume Saint Francis - inviò un messaggio a Thompson chiedendogli di avere un incontro. A partire dal 9 maggio si avviarono così i negoziati che avrebbero dovuto condurre alla resa definitiva.
Vennero domandati a Davis due giorni di tempo per poter elaborare i dettagli della consegna delle armi con i propri ufficiali; i confederati infine accettarono di liberare l'intera zona l'11 maggio.
Si raccolsero quindi un po' a Wittsburg e un'altra parte a Jacksonport; in questi due siti 5.000 militari sudisti si radunarono per ricevere i loro ultimi ordini e la messa in libertà da ogni ulteriore impegno bellico.
Alla fine si ebbe complessivamente la resa di 7.500 uomini che rimanevano sotto il comando di Thompson, composti da 1.964 soldati arruolati e 193 ufficiali congedati a Wittsburg nel maggio del 1865 e 4.854 arruolati con 443 ufficiali rilasciati a Jacksonport il 6 giugno del 1865.

## Resa delle forze confederate della Georgia settentrionale: 12 maggio

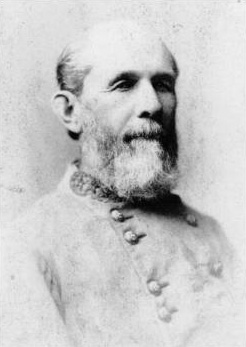
Foto di William Tatum Wofford.

La resa di circa 3-4.000 soldati sudisti guidati da William Tatum Wofford avvenne a Kingston e fu ricevuta e accolta il 12 maggio da Henry Moses Judah. Vi furono diversi scambi epistolari tra i diversi generali coinvolti nella negoziazione di questa resa, oltre agli stessi Wofford e Judah, anche William D. Whipple e Robert Seaman Granger.

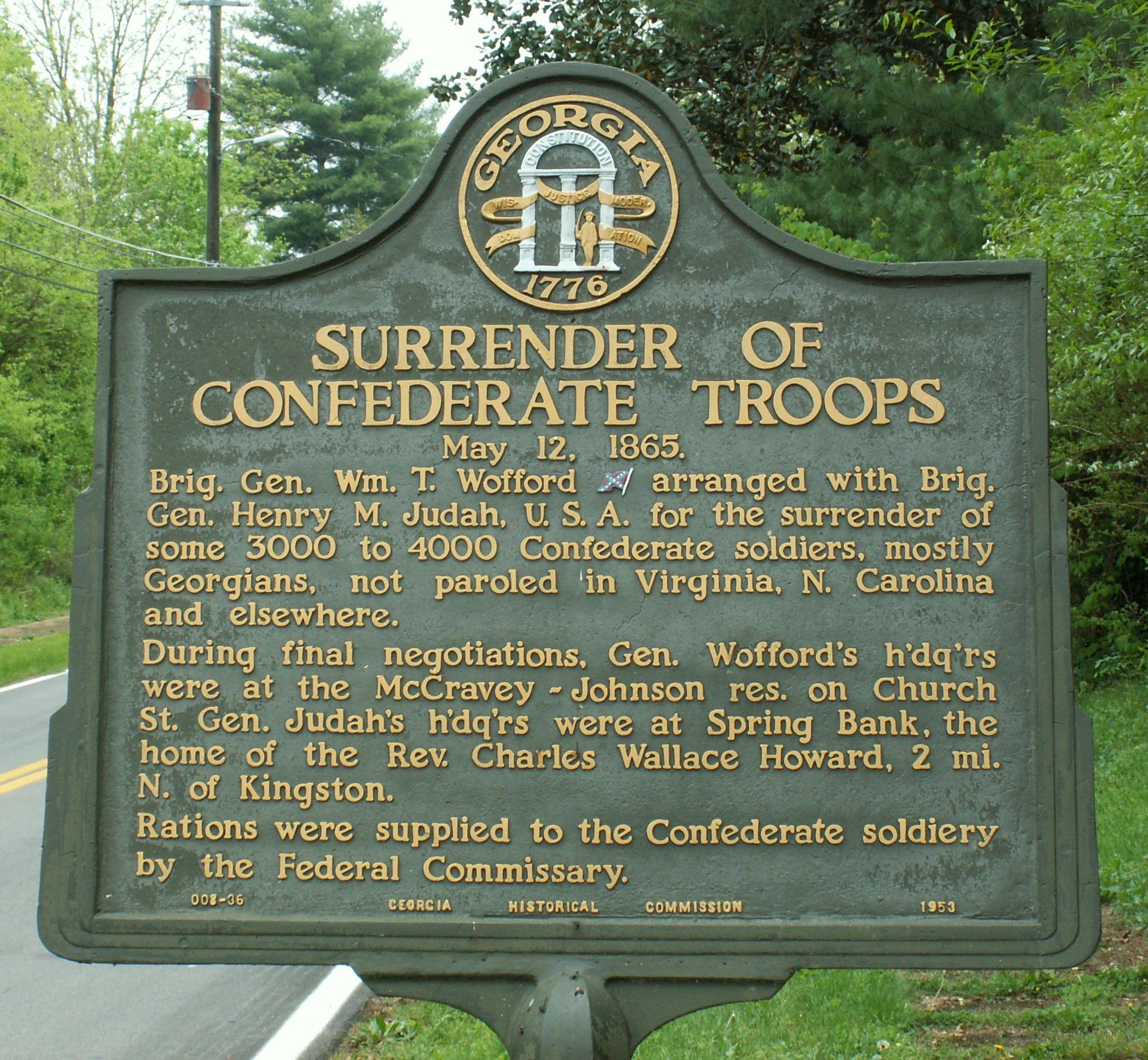
Il marcatore storico indicante la resa confederata avvenuta a Kingston.

Il colonnello Louis Merrill tenne costantemente informato il quartier generale del Distretto del Cumberland con sede a Nashville e, secondo una lettera che scrisse ed inviò il 4 maggio, "sulla carta" esistevano almeno 10.000 soldati sotto il comando di Wofford.
Questi costituivano le truppe confederate presenti nella Georgia Nord-occidentale nella loro interezza, tuttavia solamente poco più di un terzo poteva effettivamente venire radunato; il rimanente si era dato alla diserzione. Da questo gruppo un certo numero di soldati resistettero agli sforzi del comandante sudista volti a far accettare la resa finale.
Esiste un marcatore storico della Georgia Historical Society a Kingston, nella Contea di Bartow il quale indica il punto preciso ove si verificò ufficialmente la consegna delle armi; il cartello spiega inoltre che i soldati confederati ricevettero razioni di cibo subito dopo il loro rilascio.

## Autoscioglimento dopo la battaglia di Palmito Ranch: 13 maggio
L'ultima battaglia terrestre del conflitto si svolse nei pressi di Brownsville e fu vinta dai confederati; essi continuarono a mantenere il controllo della città per tutta la prima parte del 1865. Tra gennaio e febbraio il Generale dell'Unione Lew Wallace venne inviato dalla Presidenza di Abraham Lincoln nel Texas.

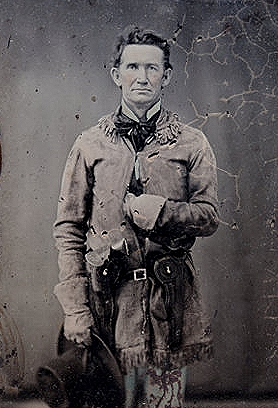
Foto di John Salmon Ford.

Già l'11 marzo ebbe un primo incontro con i due principali comandanti confederati della regione, James E. Slaughter e John Salmon Ford, con la premessa che lo scopo ufficiale era l'immediata "consegna dei criminali"; l'autentica ragione fu invece quella di convenire che qualsiasi ulteriore combattimento si sarebbe rivelato inutile: un cessate il fuoco indefinito non ufficiale venne quindi progettato. Ma in quello stesso momento Slaughter e Ford occuparono Fort Brown, nei pressi di Brownsville.
A maggio il colonnello Theodore H. Barrett si trovava temporaneamente al comando delle truppe unioniste a Brazos Island; aveva ben poca esperienza sul campo e pertanto si suppone desiderasse "stabilire per sé una certa notorietà prima della chiusura della guerra".
Egli era al corrente che un attacco alla fortezza sarebbe stato completamente in violazione agli ordini impartiti dall'alto comando, dal momento che l'Armata Confederata della Virginia Settentrionale di Robert Edward Lee aveva già ceduto ad Appomattox Court House il 9 aprile e da quel momento in poi molte altre formazioni secessioniste avevano cominciato ad arrendersi o a sciogliersi.
Nonostante tali fatti fossero noti a questo punto Barrett decise autonomamente di portare comunque avanti i propri piani. Il 12 maggio incaricò il colonnello David Branson della  34th Indiana Veteran Volunteer Infantry di attaccare senza alcun indugio l'accampamento confederato di Brazos Santiago Depot, nelle vicinanze di Fort Brown.
Barrett comandò personalmente la 62nd United States Colored Troops Infantry e la 2nd Texas Cavalry, avanzando verso il fortino con l'intenzione di rioccupare Brownsville e pensando che non avrebbero incontrato problemi di sorta; presumendo che oramai tutti i sudisti fossero venuti a conoscenza della resa di Lee. Ma con sua somma sorpresa incontrarono dei confederati che non sapevano ancora nulla degli ultimi sviluppi occorsi.
Scoppiò così la feroce battaglia di Palmito Ranch, a circa 12 miglia dal centro abitato. Lo scontro venne perduto principalmente perché i reggimenti di Barrett furono superati sia in strategia militare che in capacità di manovra. Dei 300 uomini dell'Union Army che vi parteciparono più di un terzo caddero morti in combattimento, con molti feriti gravi e prigionieri di guerra.

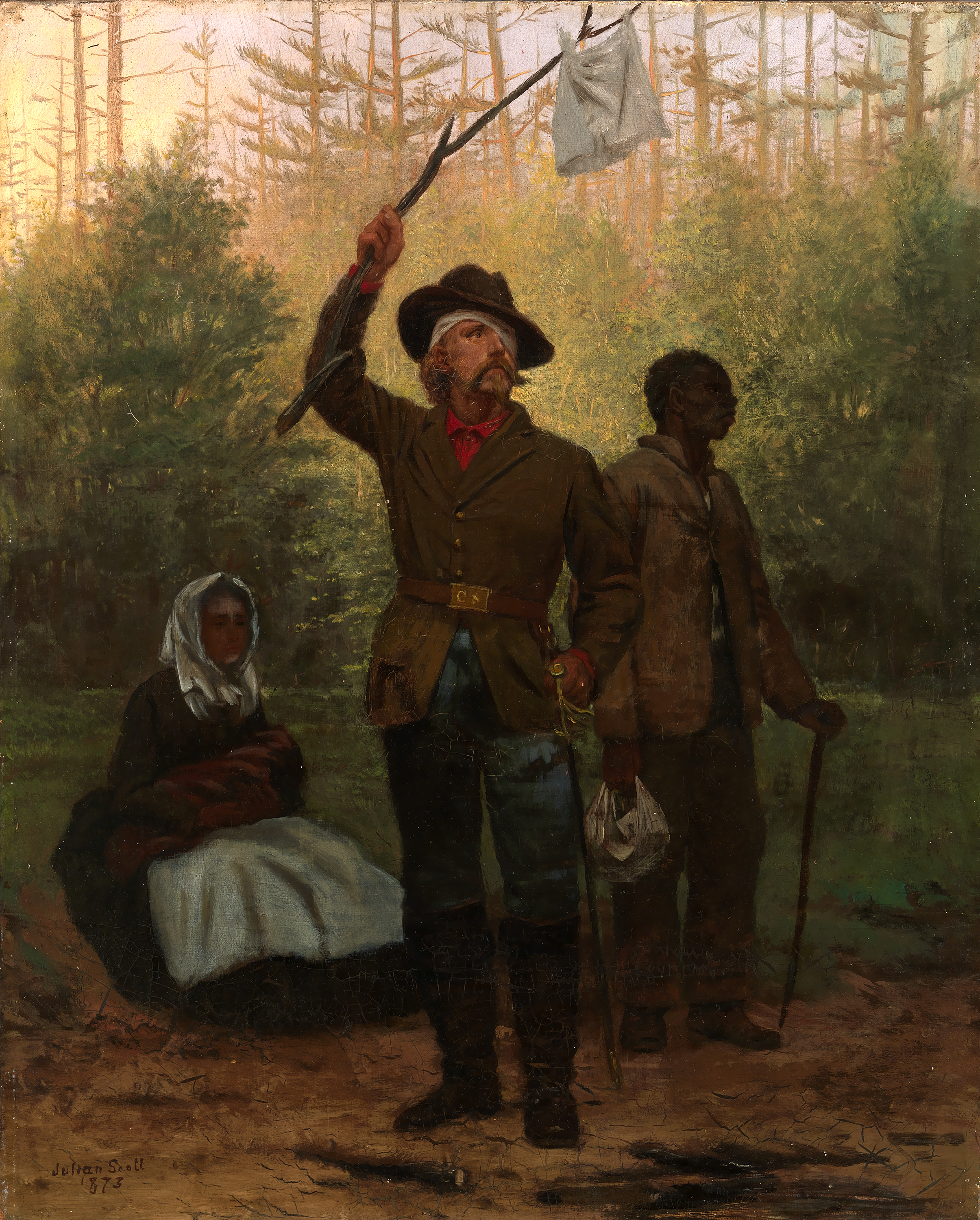
Surrender of a Confederate Soldier di Julian Scott, allo Smithsonian American Art Museum.

## Capitolazione di Kirby Smith: 26 maggio
I leader confederati chiesero a Edmund Kirby Smith di inviare rinforzi dalla propria Armata ad Est del Mississippi; questo nella primavera del 1864 a seguito della battaglia di Mansfield prima e della battaglia di Pleasant Hill poi.
Ciò non era in alcun modo praticabile a causa dello stretto controllo del fiume da parte dell'Union Navy oltre che per l'estrema riluttanza dimostrata delle truppe ad essere trasferite. Smith invece inviò i cavalleggeri di Sterling Price in un tentativo d'invasione del Missouri il quale alla fine non ebbe successo. Da allora in poi la guerra ad Ovest del grande fiume fu costituita per lo più da brevi e sporadiche incursioni.
Il 26 maggio del 1865 un rappresentante di Edward Canby a Shreveport, con in mano i documenti di consegna negoziati e firmati da Smith, prese in custodia i suoi 43.000 soldati, a quel tempo le uniche forze confederate significative lasciate sul Teatro Trans-Mississippi. Con questo atto terminò la resistenza militare sudista organizzata alle forze dell'Unione. Smith firmò i documenti di consegna il 2 giugno a bordo della USS. Fort Jackson appena fuori dal porto di Galveston.

## Capitolazione del capo Cherokee Stand Watie: 23 giugno

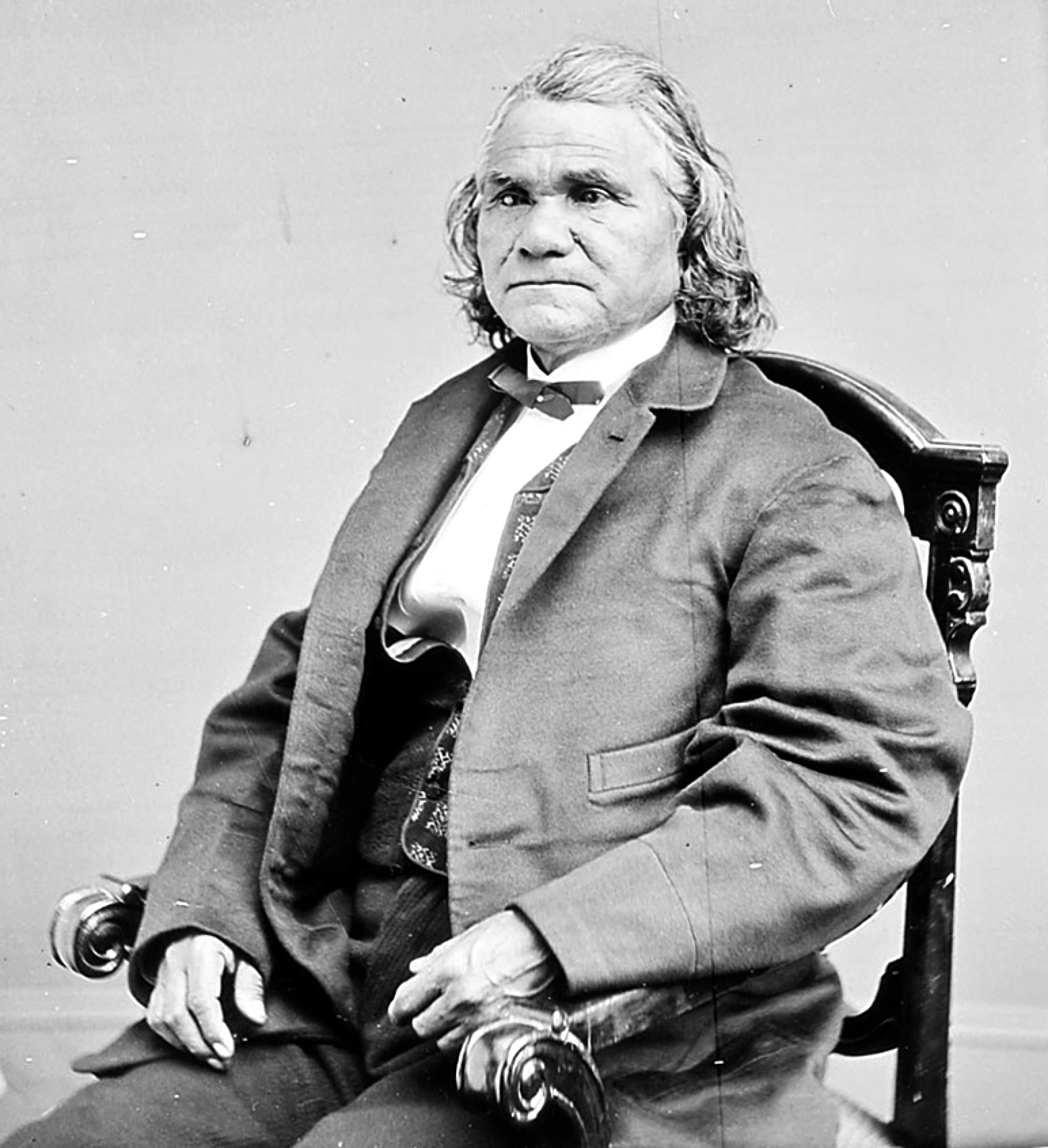
Foto del comandante sudista Cherokee Stand Watie.

Il brigadier generale Cherokee Stand Watie si trovava al comando degli "indiani sudisti" quando si arrese il 23 giugno; questa fu l'ultima significativa forza attiva confederata a sciogliersi.
Watie aveva formato i "Cherokee Mounted Rifles", specializzato in azioni di guerriglia e sabotaggio composto da soldati Cherokee, Seminole, Creek e della Nazione Osage. Si guadagnarono una certa reputazione e notorietà per i loro arditi e strenui combattimenti; le truppe federali cercarono di catturarlo negli Stati Uniti d'America occidentali, ma non vi riuscirono.
La capitolazione avvenne a Fort Towson, all'interno dell'area assegnata alla Nazione Chocthaw dell'Oklahoma nel villaggio di Doaksville (divenuto in seguito una città fantasma) del Territorio indiano: fu l'ultimo generale sudista ad arrendersi e a consegnare le armi.

## Consegna della CSS Shenandoah: 6 novembre

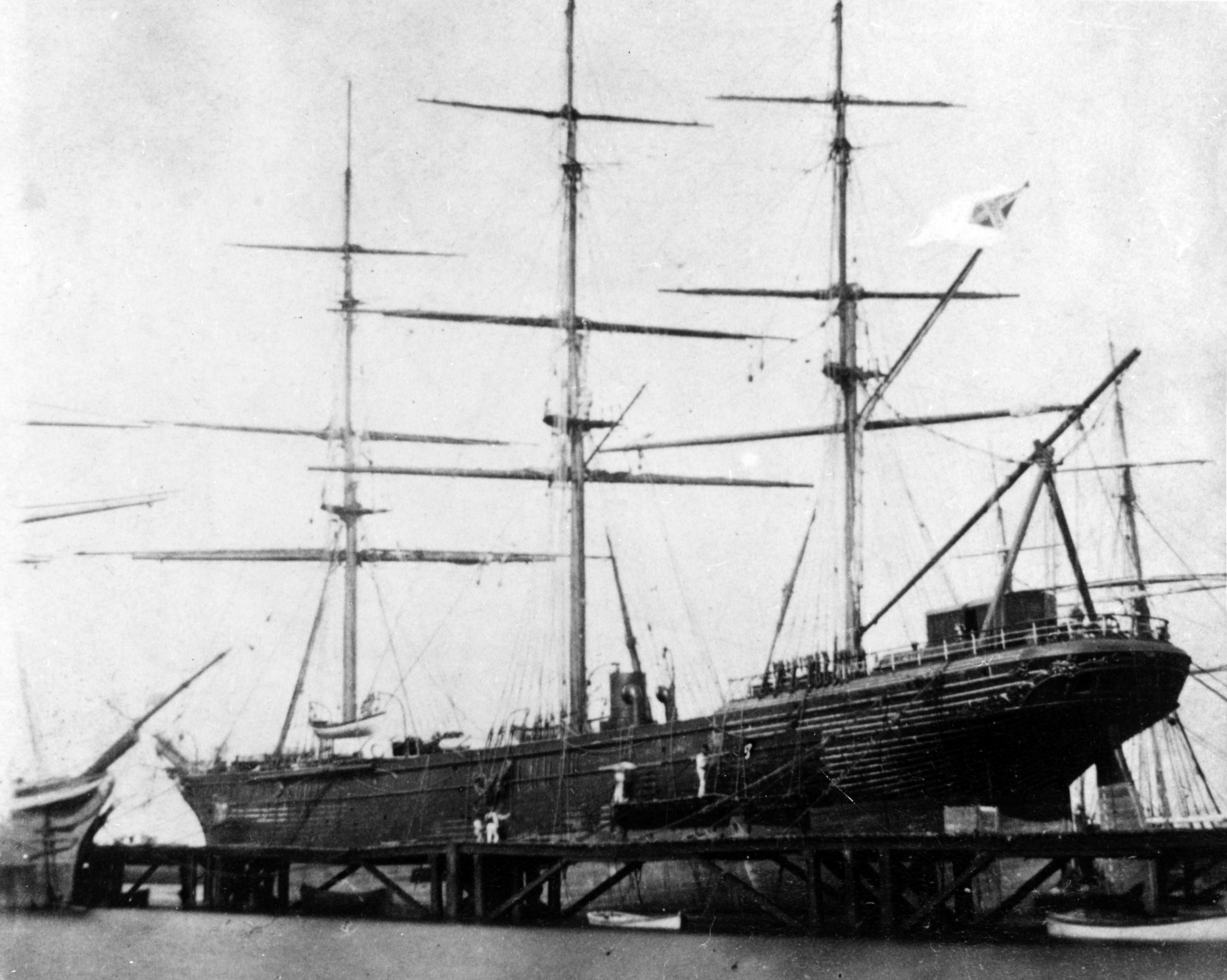
La CSS Shenandoah.

La CSS Shenandoah venne commissionata come imbarcazione atta di fatto alla guerra di corsa, con lo scopo d'interferire con le spedizioni oceaniche della marina mercantile dell'Unione e quindi per ostacolare i suoi sforzi nella guerra di secessione. Una nave mercantile di origini scozzesi inizialmente denominata Sea King fu acquistata segretamente dagli agenti esteri confederati nel settembre del 1864.

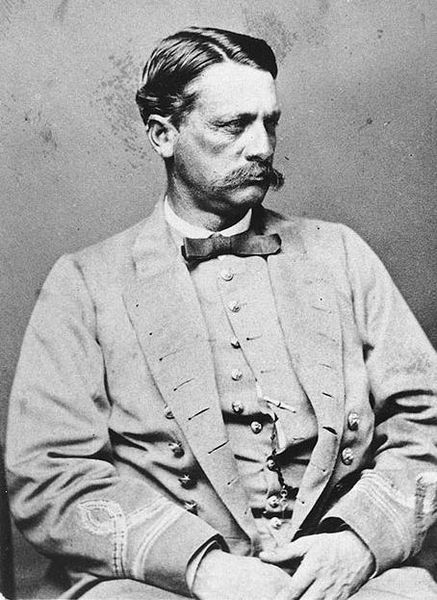
Foto di James Iredell Waddell.

Il capitano James Iredell Waddell ribattezzò la nuova imbarcazione Shenandoah subito dopo essere stata convertita in una nave da battaglia al largo delle coste spagnole il 19 ottobre, appena lasciò i porti inglesi. William Conway Whittle, il braccio destro di Wadell, ne divenne l'ufficiale esecutivo.
Navigando in direzione Sud e poi ad Est attraverso l'Oceano Indiano e nell'Oceano Pacifico meridionale, si trovava in Micronesia - nell'isola di Pohnpei-Ponape, chiamata Ascensione da Whittle - al momento della resa dell'Armata Confederata della Virginia Settentrionale di Robert Edward Lee davanti alle forze dell'Armata del Potomac di Ulysses S. Grant il 9 aprile del 1865.
Wadell aveva nel frattempo già attaccato e distrutto altri 13 mercantili federali. Distrusse un altro veliero nel Mare di Ochotsk, a Nord del Giappone, per poi proseguire verso le Isole Aleutine, nel Mare di Bering e di qui nel Mar glaciale Artico oltrepassando il Circolo polare artico il 19 giugno.
Proseguendo poi verso lungo le coste dell'Alaska s'imbatté in una flottiglia di baleniere unioniste che si apprestava a mettersi sulla caccia dei grandi cetacea il 22 giugno. Aprì un fuoco continuo, distruggendo buona parte delle imbarcazioni.
Wadell a questo punto prese di mira una delle baleniere che erano riuscite a fuggire, la Sophia Thornton, ed al suo segnale l'artigliere tirò la maniglia di sparo, esplodendo quelli che furono gli ultimi due colpi della guerra civile. La Shenandoah aveva fino a quel momento catturato e dato alle fiamme 11 navi della flotta baleniera statunitense, mentre si trovava nelle acque dell'Artico.
Wadell venne a sapere che la resa di Lee era stata stipulata, questo non prima del 27 giugno, quando il capitano del Susan & Abigail gli diede da leggere un quotidiano di San Francisco; lo stesso giornale conteneva però anche il vecchio proclama dell'ex presidente degli Stati Confederati d'America secondo il quale "la guerra sarebbe stata portata avanti con rinnovato vigore". La Shenandoah procedette quindi all'abbordaggio di ulteriori 10 baleniere nelle successive 7 ore. Wadell si diresse quindi a Sud con l'intenzione di compiere una razzia del porto di San Francisco che egli riteneva fosse malamente difeso.
Durante il tragitto s'imbatterono in un brigantino inglese, il Barracouta, nella giornata del 2 agosto, da cui Wadell venne finalmente a conoscenza del crollo generale delle forze sudiste, comprese le rese degli eserciti di Johnston, Kirby Smith e Madruger oltre che dell'arresto di Jefferson Davis. La lunga nota del registro di bordo di quel giorno inizia con la nota: Il giorno più buio della mia vita".
Wadell si rese allora pienamente conto che avevano preso di mira delle navi commerciali non armate e del tutto innocenti, quando il resto della nazione aveva già posto la parola fine alle ostilità. Seguendo gli ordini del capitano del Barracouta Wadell trasformò immediatamente la nave da guerra in un mercantile, riponendo i cannoni sottocoperta, scaricando tutte le altre armi e ridipingendo interamente lo scafo.
A questo punto prese la decisione di fare ritorno in Inghilterra per consegnarsi assieme a tutta la nave nel porto di Liverpool; arrendersi in un porto americano avrebbe difatti portato alla certezza di dover affrontare una corte giudiziaria unionista con il rischio reale di subire un procedimento penale con l'accusa di pirateria, per il quale lui e tutto l'equipaggio potevano venire condannati all'impiccagione. 

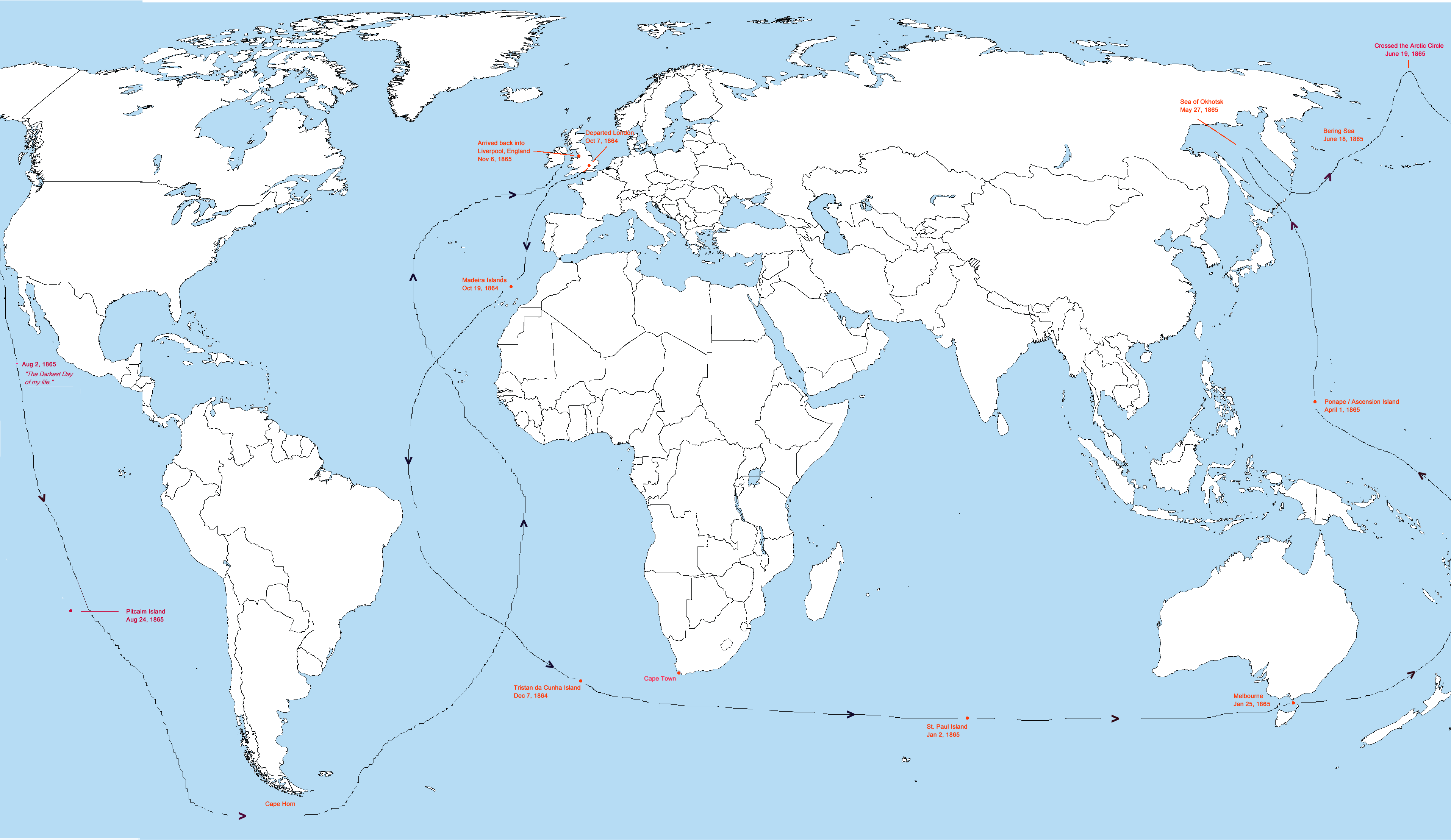
La rotta intorno al mondo compiuta dalla CSS Shenandoah.

Navigando verso Sud intorno a Capo Horn e rimanendosene sempre ben al largo per evitare il naviglio che avrebbe sempre potuto riportare la posizione della Shenandoah, non videro terra per altre 9.000 miglia fino al loro arrivo davanti a Liverpool e dopo aver registrato un totale di oltre 58.000 miglia intorno al mondo in un viaggio durato un anno intero: l'unica nave confederata ad aver mai completato la circumnavigazione del globo.
Fu così che per ottenere la definitiva resa della marina sudista si dovette attendere fino al 6 novembre, quando la nave di Wadell raggiunse le coste inglesi per essere consegnata al capitano R. N. Paynter, comandante dell'HMS Donegal della Royal Navy. La Shenandoah si arrese ufficialmente per lettera al primo ministro del Regno Unito Russell.
Alla fine, a seguito di un'indagine condotta dal tribunale dell'Ammiragliato britannico, a Wadell ed al suo equipaggio venne intimato di astenersi da una qualsiasi ulteriore azione che potesse violare le leggi di guerra; furono quindi rilasciati sulla parola. La stessa Shenandoah fu in seguito venduta al Sultano Majid bin Sa'id di Zanzibar nel 1866 e ribattezzata El Majidi.
Molti dei componenti l'equipaggio si trasferirono in Argentina per diventare agricoltori; qualcuno di loro infine ritornò in patria.

## Proclama presidenziale sulla fine della guerra

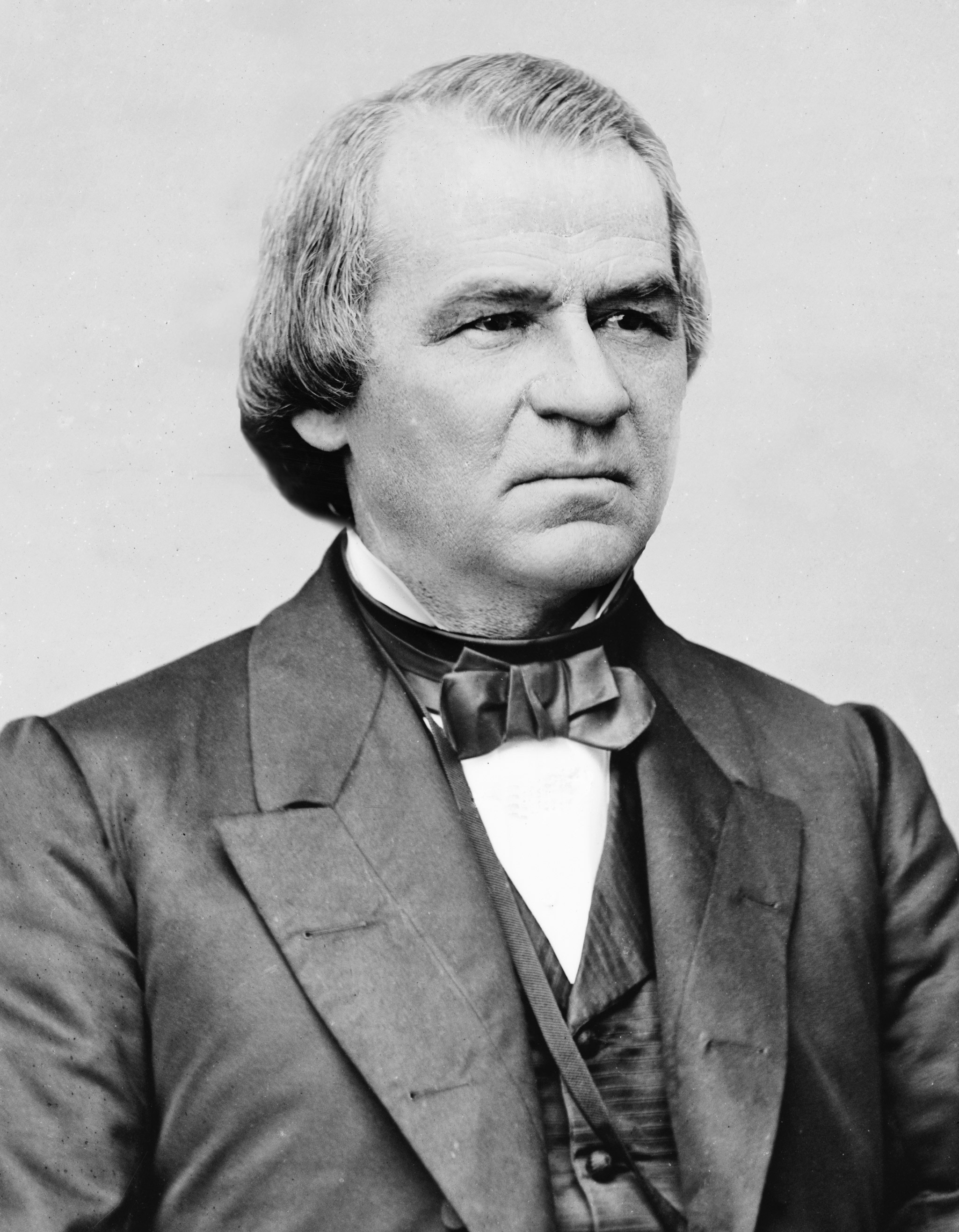
Foto di Andrew Johnson.

Il 20 agosto 1866 Andrew Johnson firmò un proclama in cui veniva dichiarato che la pace, l'ordine, la tranquillità e la legittima autorità civile "ora esistono in tutto il territorio degli Stati Uniti d'America". Citò la fine dell'insurrezione in Texas e dichiarò che:
Concluse affermando che con la fine dell'insurrezione l'ordine e la legalità era stata ristabilita definitivamente e che pertanto esisteva nuovamente in tutti gli Stati Uniti.

### Conseguenze
1. Era della Ricostruzione, dominata dai Radical Republicans i quali imposero l'occupazione militare degli Stati Uniti meridionali;
2. in Tennessee l'ex confederato Nathan Bedford Forrest assieme ad altri veterani dà inizio al Ku Klux Klan, "organizzazione fraterna" volta a proteggere le vedove e gli orfani sudisti dai Carpetbaggers e a tenere i neri liberati al loro posto usando la tecnica del terrorismo;
3. Leggi Jim Crow - Disaffrancamento degli afroamericani - Segregazione razziale negli Stati Uniti d'America - Linciaggio negli Stati Uniti d'America - Razzismo negli Stati Uniti d'America;
4. Resistenza: Movimento per i diritti civili degli afroamericani - XIII emendamento della Costituzione e prime leggi sui diritti civili promosse dalla Presidenza di Ulysses S. Grant.

### Fonti primarie
- Johnson, Robert Underwood, Battles and Leaders of the Civil War, Yoseloff, 1888
- United States War Department, The War of the Rebellion: a compilation of the official records of the Union and Confederate armies, Government Printing Office, 1902
- Waddell, James Iredell et al., C. S. S. Shenandoah: The Memoirs of Lieutenant Commanding James I. Waddell, Crown Publishers, 1960, Original from the University of Michigan – digitized Dec 5, 2006
- Whittle, William Conway et al., The Voyage of the CSS Shenandoah: A Memorable Cruise, University of Alabama Press, 2005, ISBN 0-8173-1451-2

### Fonti secondarie
- Baldwin, John, Last Flag Down: The Epic Journey of the Last Confederate Warship, Crown Publishers, 2007, ISBN 5-557-76085-7, Random House, Incorporated, 2007, ISBN 0-7393-2718-6
- Ballard, Michael B., A Long Shadow: Jefferson Davis and the Final Days of the Confederacy, University of Georgia Press, 1997, ISBN 0-8203-1941-4
- Beringer, Richard E. Why the South Lost the Civil War, University of Georgia Press, 1991, ISBN 0-8203-1396-3
- Bradley, Mark L., This Astounding Close: The Road to Bennett Place, UNC Press, 2000, ISBN 0-8078-2565-4
- Catton, Bruce, A Stillness at Appomattox, Doubleday 1953, Library of Congress # 53-9982, ISBN 0-385-04451-8
- Comtois, Pierre. "War's Last Battle." America's Civil War, July 1992 (Vol. 5, No. 2)
- Cotham, Edward Terrel, Battle on the Bay: The Civil War Struggle for Galveston, University of Texas Press, 1998, ISBN 0-292-71205-7
- Cutting, Elisabeth, Jefferson Davis – Political Soldier, Read Books, 2007, ISBN 1-4067-2337-1
- Davis, Burke, The Civil War: Strange & Fascinating Facts, Wings Books, 1960 & 1982, ISBN 0-517-37151-0
- Davis, Burke, To Appomattox – Nine April Days, 1865, Eastern Acorn Press, 1992, ISBN 0-915992-17-5
- Eicher, David J., The Longest Night: A Military History of the Civil War, Simon & Schuster, 2001, ISBN 0-684-84944-5.
- Eicher, John H., and Eicher, David J., Civil War High Commands, Stanford University Press, 2001, ISBN 0-8047-3641-3.
- Faust, Drew Gilpin, The Dread Void of Uncertainty": Naming the Dead in the American Civil War, Southern Cultures (magazine) – Volume 11, Number 2, University of North Carolina Press, Summer 2005
- Filbert, Preston, The Half Not Told: The Civil War in a Frontier Town, Stackpole Books, 2001, ISBN 0-8117-1536-1
- Gelbert, Doug, Civil War Sites, Memorials, Museums, and Library Collections: A State-by-state Guidebook to Places Open to the Public, McFarland & Co., 1997, ISBN 0-7864-0319-5
- Harrell, Roger Herman' The 2nd North Carolina Cavalry: Spruill's Regiment in the Civil War, McFarland, 2004, ISBN 0-7864-1777-3
- Heidler, David Stephen et al., Encyclopedia Of The American Civil War: A Political, Social, and Military History, W. W. Norton & Company, 2002, ISBN 0-393-04758-X
- Hoxie, Frederick E., Encyclopedia of North American Indians: Native American History, Culture, and Life from Paleo-Indians to the Present, Houghton Mifflin Harcourt, 1996, ISBN 0-395-66921-9
- Hunt, Jeffrey William, The Last Battle of the Civil War: Palmetto Ranch, University of Texas Press, 2002, ISBN 0-292-73461-1,back cover
- Johnson, Clint, Pursuit: The Chase, Capture, Persecution, and Surprising Release of Confederate President Jefferson Davis, Kensington Publishing Corp., 2008, ISBN 0-8065-2890-7
- Katcher, Philip, The Civil War Day by Day: Day by Day, MBI Publishing Company, 2007, ISBN 0-7603-2865-X
- Kennedy, Frances H., The Civil War Battlefield Guide, Houghton Mifflin Company, 1990, ISBN 0-395-52282-X
- Korn, Jerry, Pursuit to Appomattox: The Last Battles, Time-Life Books, 1987, ISBN 0-8094-4788-6
- Markowitz, Harvey, American Indians: Ready Reference, vol.III, Salem Press, 1995, ISBN 0-89356-760-4
- Marvel, William. "Last Hurrah at Palmetto Ranch." Civil War Times, January 2006 (Vol. XLIV, No. 6)
- McKenna, Robert, The Dictionary of Nautical Literacy, McGraw-Hill Professional, 2003, ISBN 0-07-141950-0
- James A. Ramage, Gray Ghost: The Life of Col. John Singleton Mosby, The University Press of Kentucky, 1999, ISBN 0-8131-2135-3.
- Morris, John Wesley, Ghost towns of Oklahoma, University of Oklahoma Press, 1977, ISBN 0-8061-1420-7
- Schooler, Lynn, The Last Shot, HarperCollins, 2006, ISBN 0-06-052334-4
- Sheehan-Dean, Aaron, Struggle for a Vast Future: The American Civil War, Osprey Publishing, 2007, ISBN 1-84603-213-X
- Snow, William P., Lee and His Generals, Gramercy Books, 1867, ISBN 0-517-38109-5.
- Sutherland, Jonathan, African Americans at War: An Encyclopedia, ABC-CLIO, 2004, ISBN 1-57607-746-2
- Thomsen, Brian, Blue & Gray at Sea: Naval Memoirs of the Civil War, Macmillan, 2004, ISBN 0-7653-0896-7
- Tidwell, William A., April '65: Confederate Covert Action in the American Civil War, Kent State University Press, 1995, ISBN 0-87338-515-2
- Van Doren, Charles Lincoln et al., Webster's Guide to American History: A Chronological, Geographical, and Biographical Survey and Compendium, Merriam-Webster, 1971, ISBN 0-87779-081-7
- Wead, Doug, All the Presidents' Children: Triumph and Tragedy in the Lives of America's First Families, Simon and Schuster, 2004, ISBN 0-7434-4633-X
- Weigley, Russel F., A Great Civil War: A Military and Political History, 1861–1865, Indiana University Press, 2000, ISBN 0-253-33738-0
- Wert, Jeffry D., Mosby's Rangers, Simon and Schuster, 1991, ISBN 0-671-74745-2
- Wright, Mike, What They Didn't Teach You about the Civil War, Presido, 1996, ISBN 0-89141-596-3

### Altre letture
- Andrews, J. Cutler, The North Reports the Civil War, University of Pittsburgh Press, 1955
- Badeau, Adam, Grant in Peace: From Appomattox to Mount McGregor; a Personal Memoir, S.S. Scranton & Company, 1887
- Beatie, Russel H., The Army of the Potomac, Basic Books, 2002, ISBN 0-306-81141-3
- Boykin, Edward M., The Falling Flag: Evacuation of Richmond, Retreat and Surrender at Appomattox, E.T. Hale, 1874
- Bradford, Ned, Battles and Leaders of the Civil War, Gramercy Books, 1988, ISBN 0-517-29820-1
- Chaffin, Tom, Sea of Gray: The Around-the-World Odyssey of the Confederate Raider Shenandoah, Hill and Wang/Farrar, Straus and Giroux, 2007, ISBN 0-8090-8504-6
- Crotty, Daniel G., Four Years Campaigning in the Army of the Potomac, Dygert Brothers and Company, 1874
- Catton, Bruce, This Hallowed Ground: The Story of the Union Side of the Civil War, Doubleday 1953, Library of Congress # 56-5960, ISBN 1-85326-696-5
- Coombe, Jack D., Gunfire Around the Gulf: The Last Major Naval Campaigns of the Civil War, Bantam Books, 1999, ISBN 0-553-10731-3
- Craven, Avery, The Coming of the Civil War, University of Chicago Press, 1957, ISBN 0-226-11894-0
- Cunningham, S.A., Confederate Veteran, Confederated Southern Memorial Association et al., 1920
- Davis, Jefferson, The Rise and Fall of the Confederate Government, D. Appleton and Company, 1881
- Dunlop, W. S., Lee's Sharpshooters, Tunnah & Pittard, 1899, ISBN 1-58218-613-8
- Gills, Mary Louise, It Happened at Appomattox: The Story of an Historic Virginia Village, Dietz Press, 1948, ISBN 0-87517-038-2
- Kean, Robert Garlick Hill et al., Inside the Confederate Government: The Diary of Robert Garlick Hill Kean, Head of the Bureau of War, Oxford University Press, 1957
- Konstam, Angus et al., Confederate Raider 1861–65, Osprey Publishing, 2003, ISBN 1-84176-496-5
- Konstam, Angus et al., Confederate Blockade Runner 1861–65, Osprey Publishing, 2004, ISBN 1-84176-636-4
- Long, Armistead Lindsay, Memoirs of Robert E. Lee: His Military and Personal History, Embracing a Large Amount of Information Hitherto Unpublished, J. M. Stoddart & Company, 1886
- Longstreet, James, From Manassas to Appomattox: Memoirs of the Civil War in America, J.B. Lippincott, 1908
- Marvel, William, A Place Called Appomattox, UNC Press, 2000, ISBN 0-8078-2568-9
- McPherson, James M., Battle Cry of Freedom: The Civil War era, Oxford University Press, 1988
- Morgan, Murray, Confederate Raider in the North Pacific: The Saga of the C. S. S. Shenandoah, 1864–65, Washington State University Press, 1995, ISBN 0-585-20703-8
- Schooler, Lynn, The Last Shot: The Incredible Story of the C.S.S. Shenandoah and the True Conclusion of the American Civil War, Thorndike Press, 2005, ISBN 0-7862-8079-4
- Wise, Jennings Cropper, The Long Arm of Lee: The History of the Artillery of the Army of Northern Virginia; with a Brief Account of the Confederate Bureau of Ordnance, J. P. Bell Company, 1915, volume 2